# Alfa Romeo

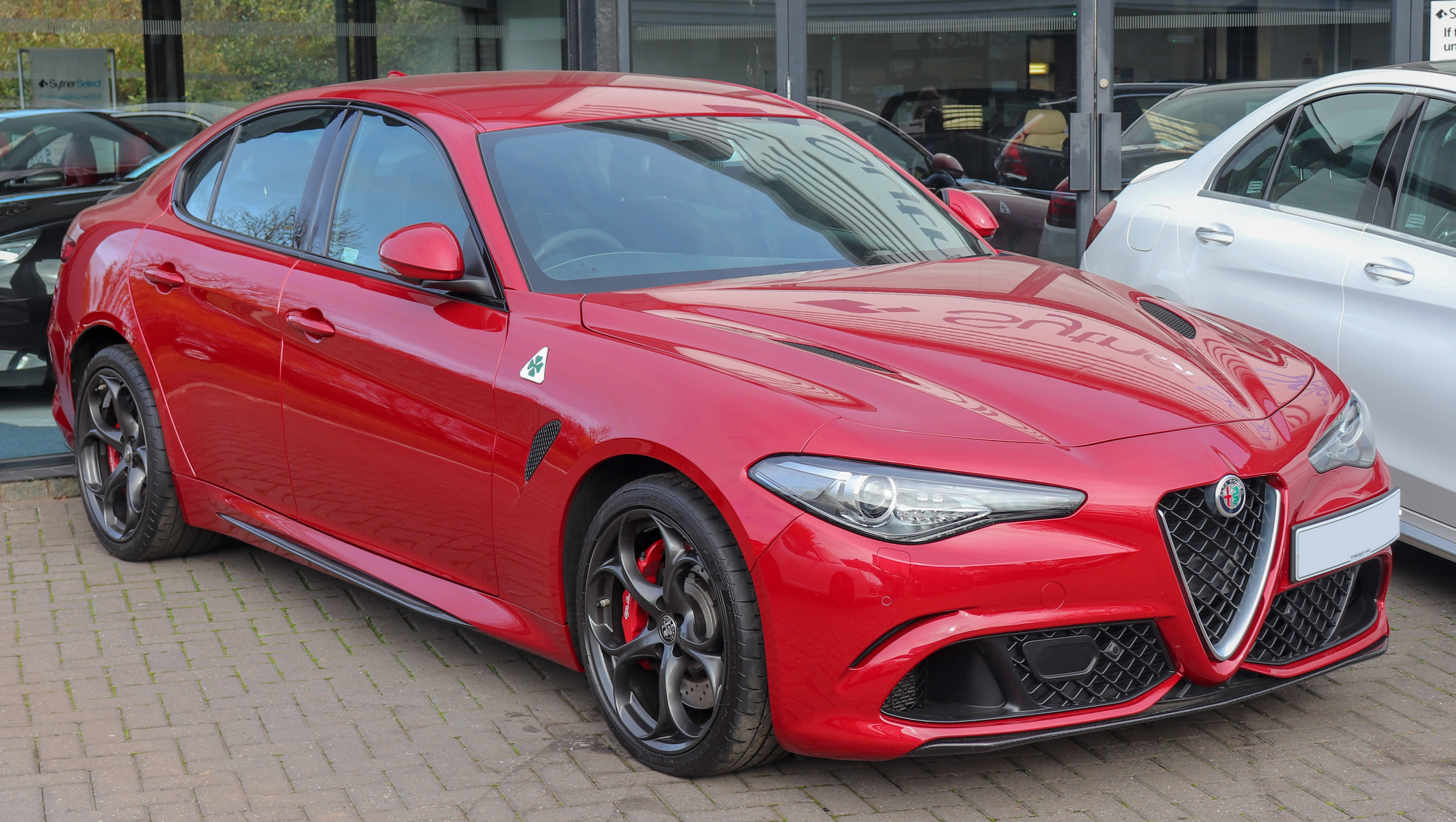
2017 Alfa Romeo Giulia V6 Biturbo Quadrifoglio 2.9.

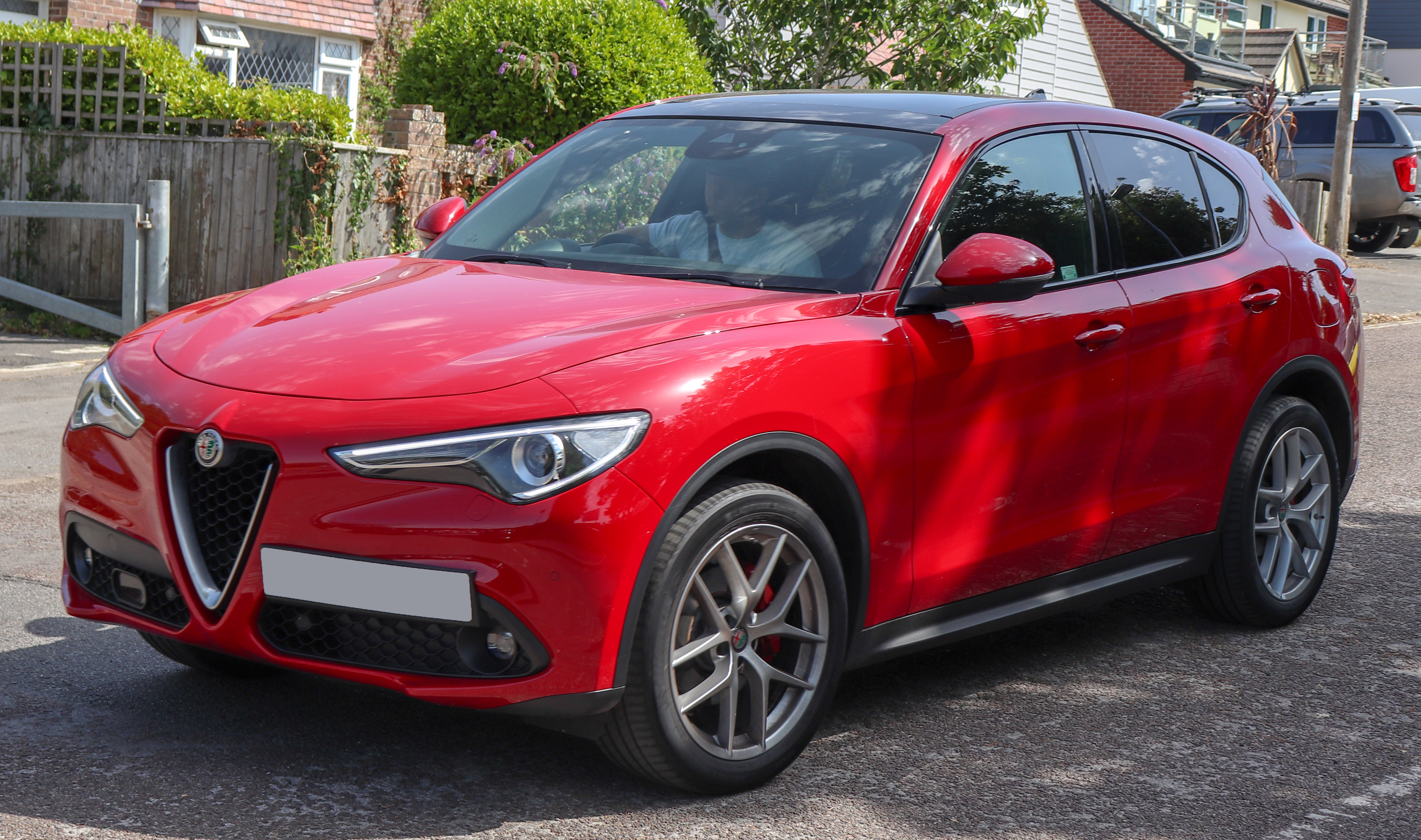
2017 Alfa Romeo Stelvio Milano Edizione TD Automatic 2.1.

Alfa Romeo är en italiensk biltillverkare med säte i Turin och grundad i Milano 1910. Alfa Romeo har blivit känt för sina sportiga personbilar och framgångar inom bilsport. Alfa Romeo ingår sedan januari 2021 i koncernen Stellantis.

## Historia

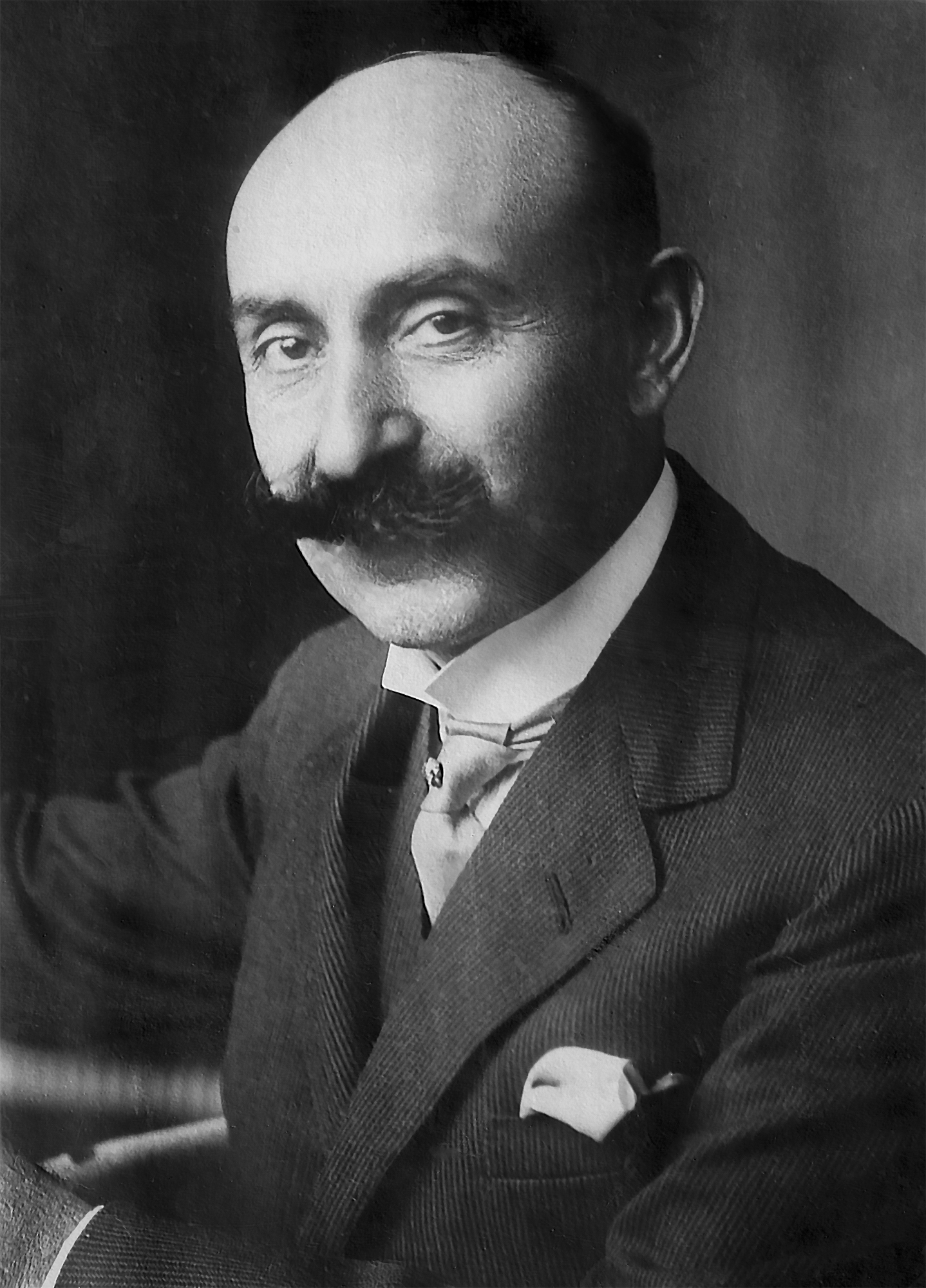
Nicola Romeo.

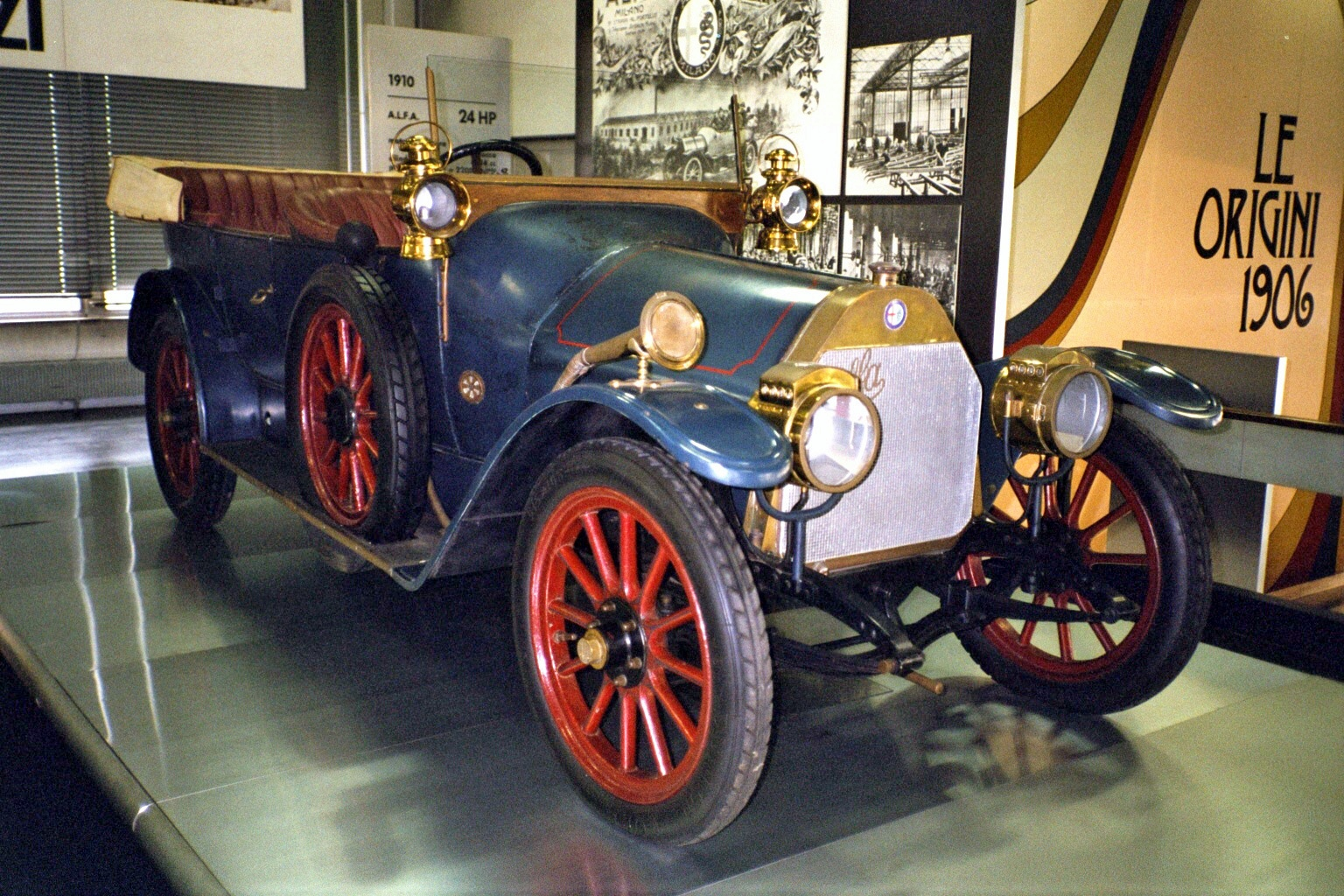
A.L.F.A 24 från 1910 var den första bilen tillverkad av Anonima Lombarda Fabbrica Automobili.

Alfa Romeo grundades 1910 som A.L.F.A. - Anonima Lombarda Fabbrica Automobili - Lombardiets automobilfabrik. Bolaget går tillbaka till franska Darracq som startades ett italienskt dotterbolag, Società Italiana Automobili Darracq, 1906 i Neapel och som sedan flyttade till Portello i Milano. En ekonomisk kris ledde till en omstrukturering av bolaget varpå Alfa grundades- Det var affärsmän från regionen som var med i projektet som agerade och tog över bolaget. Nu värvades Giuseppe Merosi från Bianchi för att konstruera nya bilar. Den första modellen blev Alfa 24 HP som utvecklades under ledning av chefsingenjören Giuseppe Merosi.
1915 sålde Alexandre Darracq sina aktier i bolaget och ny majorietsägare blev Banca Italiana di Sconto. I december 1915 efter att bolaget hamnat i en akut ekonomisk kris togs ledningen av Alfa över av Nicola Romeo och hans bolag Accomandita Ing. Nicola Romeo & Co. 1918 fick Romeo absolut aktiemajoritet i bolaget varpå namnet Alfa Romeo antogs. Fabriken i Portello i Milano blev en rustningsindustri under första världskriget, bland annat flygplansmotorer och ammunition tillverkades. Bolaget växte kraftigt och antalet medarbetar steg från 200 till 4000. 
 1919 gick Alfa Romeo tillbaka till civil tillverkning och expanderade under 1920-talet.

### Racingframgångar
Alfa Romeo är en av Europas klassiska sportbilstillverkare. Den typiska färgen på bilarna är röd (Rosso Alfa), den italienska racingfärgen, som även förknippas med Ferrari. 1925 firade man sin första stora framgång då man blev världsmästare. En stor framgång kom när Alfa Romeo 6C 1500 vann Mille Miglia 1929. Tazio Nuvolari vann Mille Miglia i en Alfa Romeo 1930 och 1933. Nuvolari vann även Le Mans 24-timmars tillsammans med Raymond Sommer i en Alfa Romeo 8C 1933.
Bakom framgångarna stod konstruktören Vittorio Jano som verkade vid Alfa Romeo från 1923 där hans första konstruktion var racerbilen Alfa Romeo P2. Den framgångsrika P2:an kördes av bland andra Enzo Ferrari. Janos nästa projekt var sportbilen 6C med varianterna 1500/1750/1900. Alfa Romeo 6C  presenterades 1927 och med sina mått och avancerade motor utgjorde den en perfekt grund för snabba tävlingsbilar. De kortare Sport och Super Sport-modellerna, oftast försedda med tvåsitsiga spider-karosser från Carrozzeria Touring eller Zagato, hade mer avancerade motorer med dubbla överliggande kamaxlar. Samarbetet med Zagato ledde till en serie legendariska racerbilar, såsom Alfa Romeo 6C 1500 och 1750 Gran Sport samt Alfa Romeo 8C 2300. Jano arbetade även med Alfas flygmotorer. Efter att ha konstruerat racerbilen 158/159 Alfetta, flyttade Jano till Lancia 1937. Sedan Jano lämnat företaget utsågs Wifredo Ricart till chefskonstruktör. Alfa Romeo har tidigare tävlat i Formel 1. 1951 lade de ned sin tävlingsverksamhet och överlät sina bilar till Ferrari. Detta var starten på F1-tävlandet hos Ferrari.

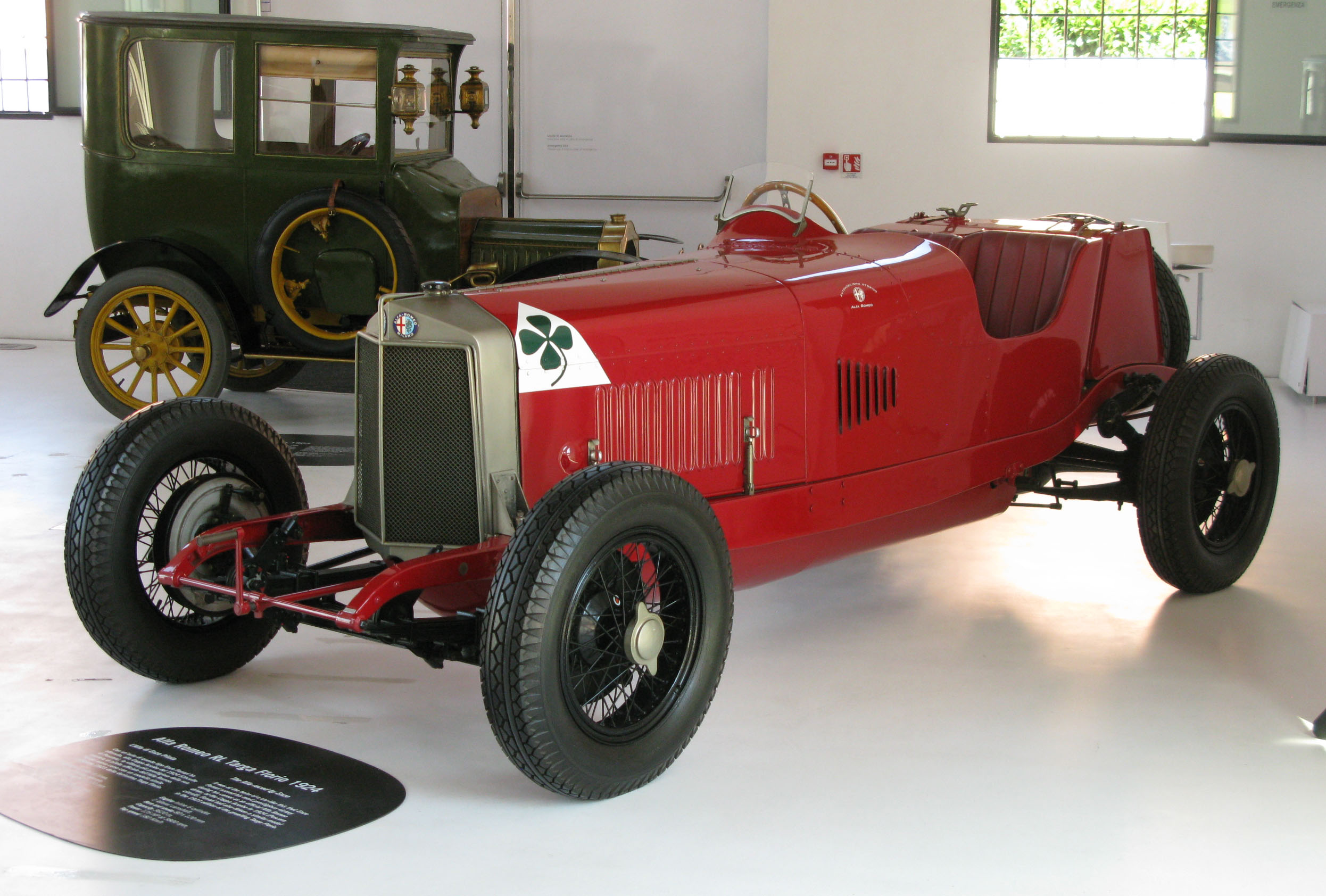
Alfa Romeo RL Targa Florio (1922–1927)
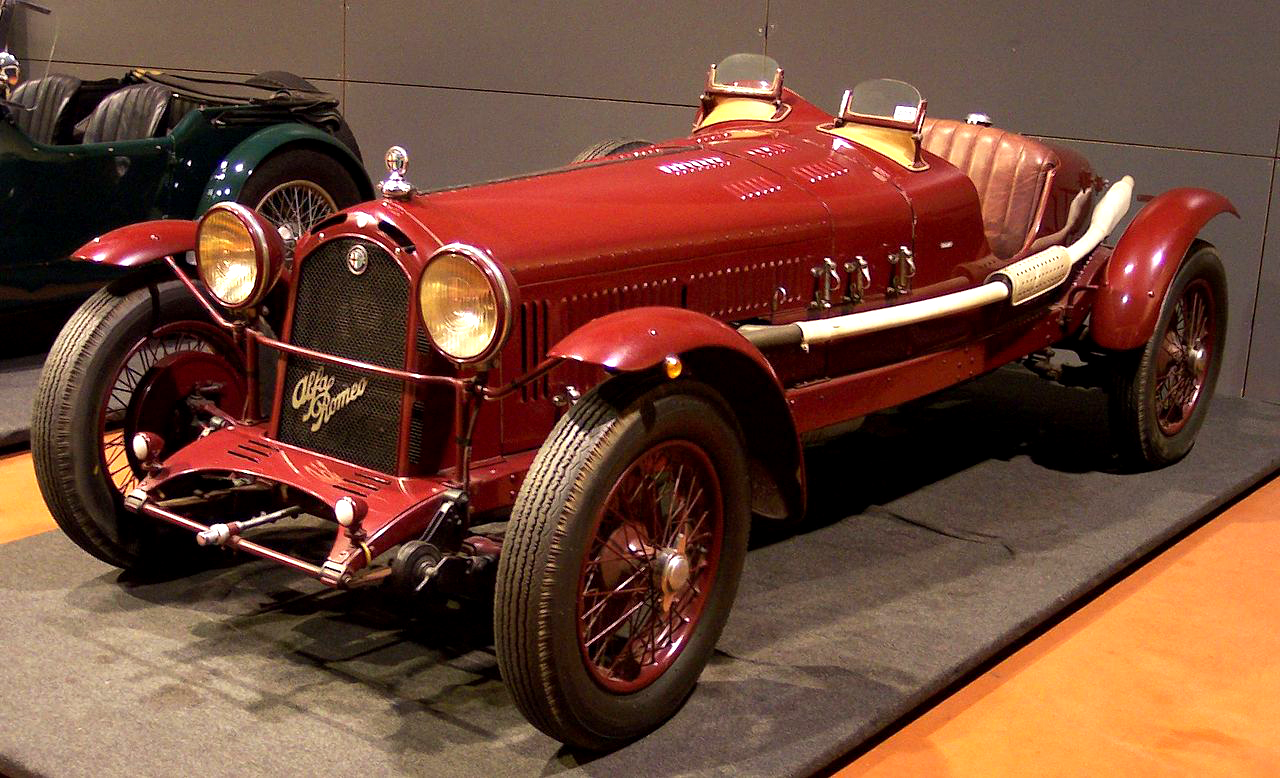
Alfa Romeo 6C 1500 Super Sport från 1929
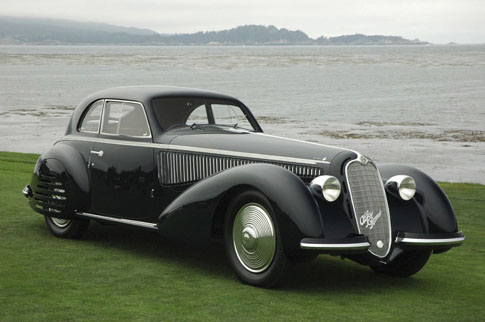
Alfa Romeo 8C 2900 Berlinetta (1935–1939)

### Staten som ägare
Alfa Romeo hade en bred produktion som även innefattande bland annat lokomotivtillverkning och motorer för flygplan och marint bruk. 1929 drabbade börskraschen Alfa Romeo hårt och konkursen var nära. Alfa räddades genom att bli en del av det statliga Istituto per la Ricostruzione Industriale 1933 och ingick senare i Finmeccanica. Ugo Gobbato som tidigare varit på Fiat utsågs till ny chef. När Mussolini förstatligade Alfa Romeo på 1930-talet var tanken att rädda den italienska äran och säkerställa att Alfa skulle finnas kvar på racingbanorna för att konkurrera med tyska Mercedes-Benz och Auto Union. Alfa Romeo var under många år tjänstebil hos den italienska polisen och karabinjärerna genom statens ägande i företaget.
Under Andra världskriget ställde Alfa Romeo om till krigsproduktion och kom att tillverka lastbilar åt både de italienska och tyska arméerna. Alfa Romeo byggde även flygplansmotorer åt det italienska flygvapnet på licens från Daimler-Benz. 1945 mördades Alfa Romeos chef Ugo Gobbato. 

### Ny inriktning och större produktion
Alfa Romeo 1900 blev Alfas första efterkrigskonstruktion. Den blev på många sätt en nystart för företaget och var första gången bolaget tillverkade en bil i större serier. Efter andra världskriget var situationen annorlunda och den nya tidens politiker såg hellre att Alfa inriktade sina krafter på att tillverka bilar åt folket, än de sportbilar man tidigare tillverkat. Alfas svar blev Alfa Romeo Giulietta. Tekniken bygger vidare på Alfas första efterkrigskonstruktion, den större 1900, med självbärande kaross, fyrcylindrig twincam-motor, fyrväxlad växellåda, individuell framhjulsupphängning med dubbla triangellänkar, stel bakaxel och skruvfjädrar runt om, men i en mindre skala. Under Orazio Satta Puligas ledning som designchef på Alfa från 1946 utvecklades modeller som 158, 159, 1900, Alfa Romeo Giulietta, Alfa Romeo Giulia, Alfa Romeo Montreal och Alfa Romeo Alfetta.
Under 1950-talet lanserade man nya sportbilsmodeller som idag är designklassiker. I efterkrigstidens Italien ändrade företaget också delvis inriktning med modeller som Giulia och Giulietta. Giulietta presenterades 1954 i coupéversion och året efter i fyradörrarsversion. Den blev en stor framgång och tillverkades totalt i 177 000 exemplar. Då hade Alfa Romeo gått över till löpande band 1950 - 1950-talet innebar Alfa Romeos övergång till en helt industrialiserad produktion enligt löpande band-principen. Giulietta med sitt höga produktionstal markerade övergången till massproduktion för Alfa som tidigare tillverkat mindre serier och större bilar. Coupé- och cabrioletversionerna tillverkades av Bertone och Pininfarina. 

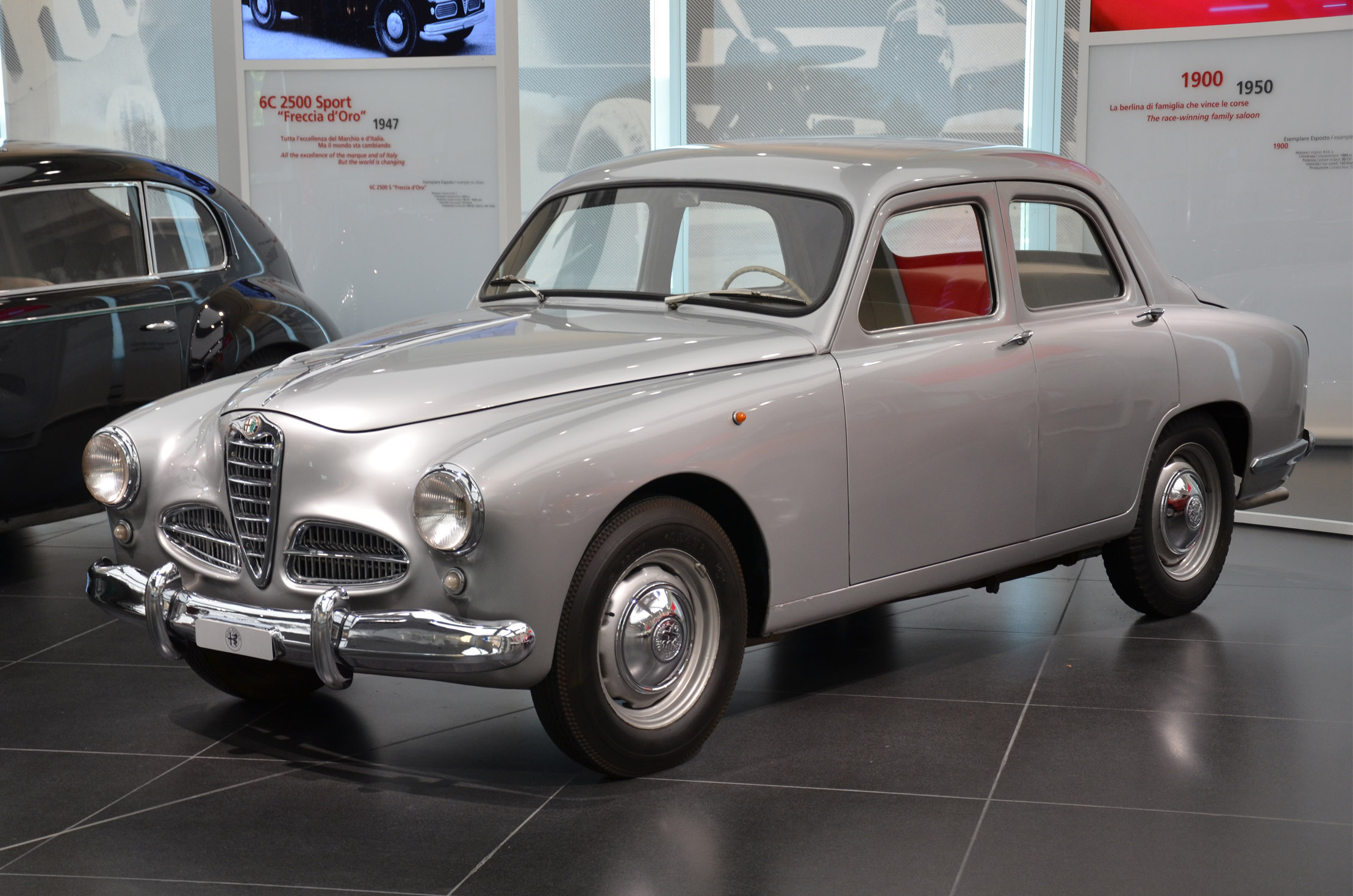
Alfa Romeo 1900
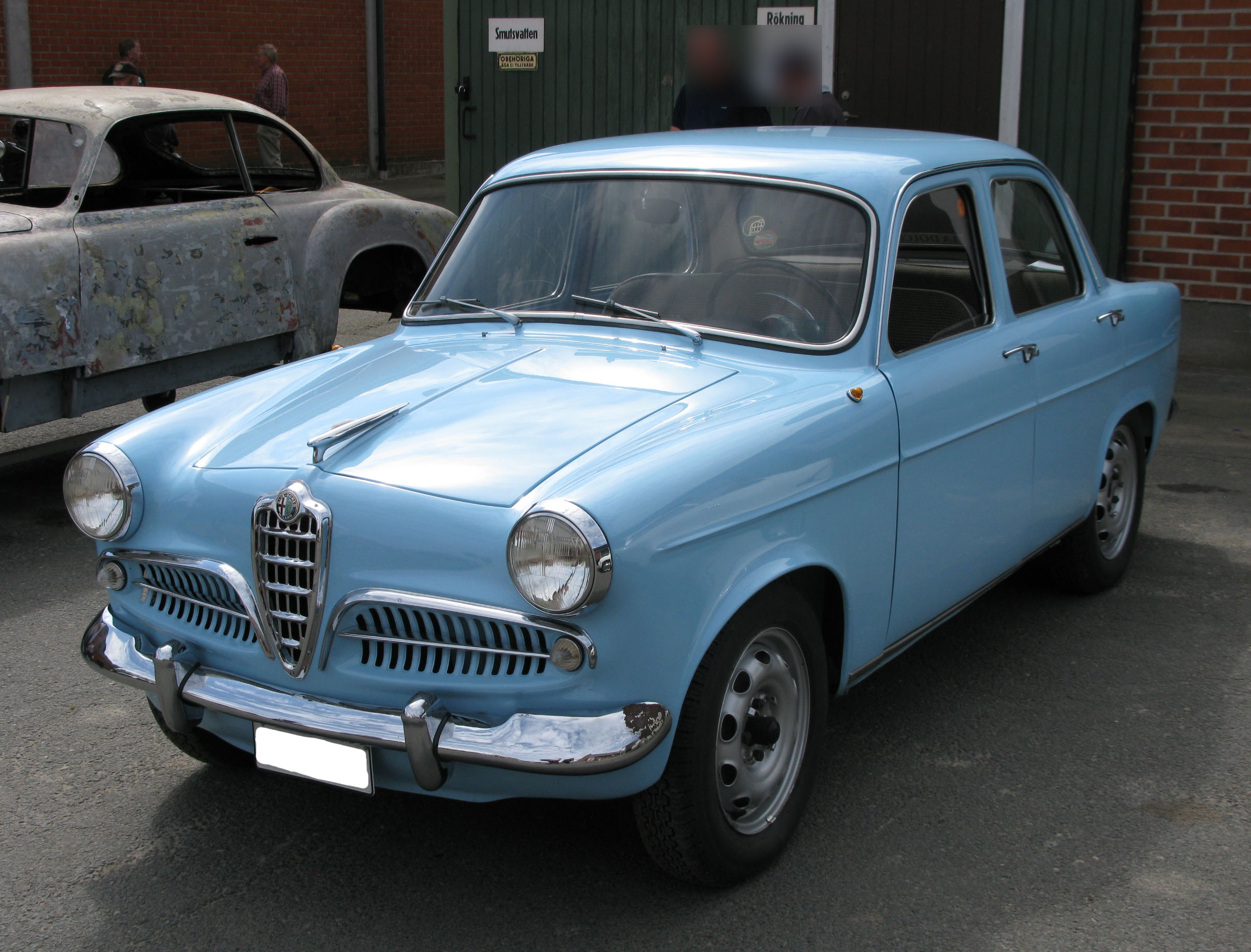
Alfa Romeo Giulietta
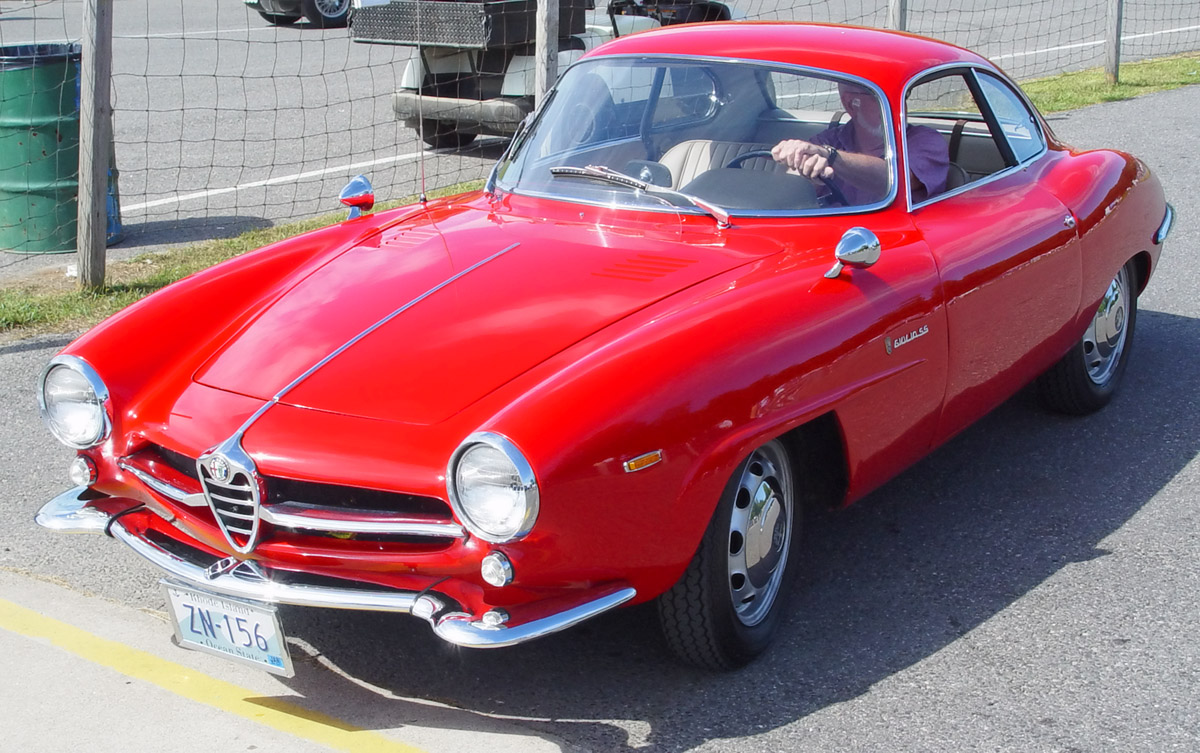
Alfa Romeo Giulia Sprint Speciale.

### Sportbilar och moderna vardagsbilar

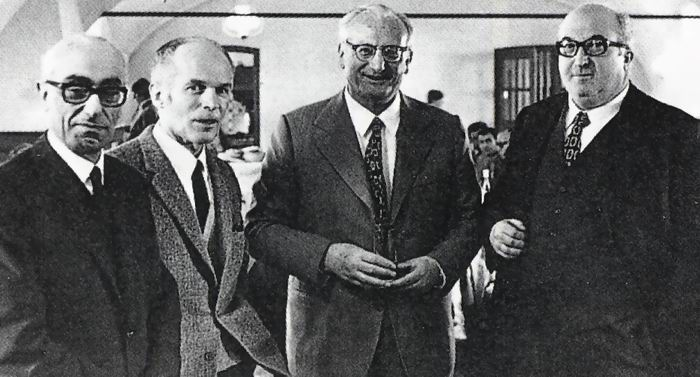
Huvudpersonerna i Alfa Romeos ledning i början av 1960-talet, fr v: Orazio Satta Puliga, Giuseppe Busso, Giuseppe Luraghi och Carlo Chiti.

Under 1960-talet kom återigen större modeller. 1962 ersattes Giulietta med Giulia där 50-talets svepande linjer ersattes av kantig karossform. Konstruktionschef var Orazio Satta Puliga som även utvecklat föregångaren Giulietta och en rad andra Alfa-modeller. 1963 öppnades den nya Aresefabriken norr om Milano. Under 1960-talet körde italienska polisen och karabinjärerna specialmodeller som Alfa tog fram.
I slutet av 1960-talet kom klassikern Alfa Romeo 1750 Spider i sin första version. En PR-framgång för Alfa blev när Spidern kom med i Mandomsprovet som den unge Benjamin Braddocks "europeiska sportvagn" med "manuell växellåda". Alfa Romeo GT blev en annan sportbilssuccé för Alfa. Alfa lanserade också sina vässade modeller under namnet GTA (Gran Turismo Alleggerita), som snabbt stärkte varumärket. Trots dessa modeller hade Alfa Romeo det svårt ekonomiskt och man försökte hitta nya vägar.

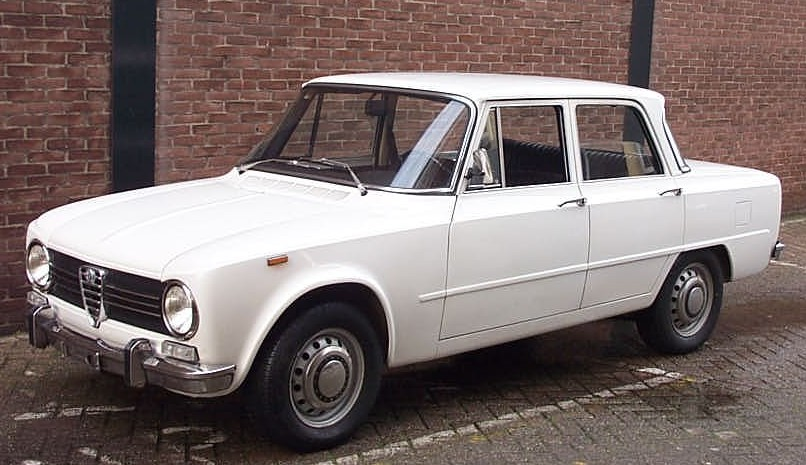
Alfa Romeo Giulia Super 1300 (1965)
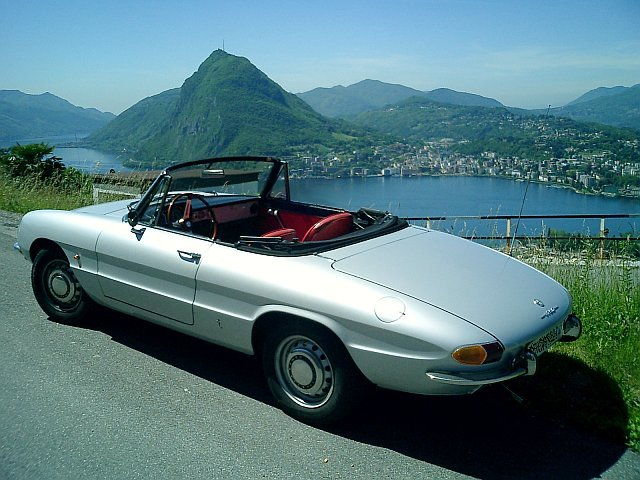
Alfa Romeo 1750 Spider.
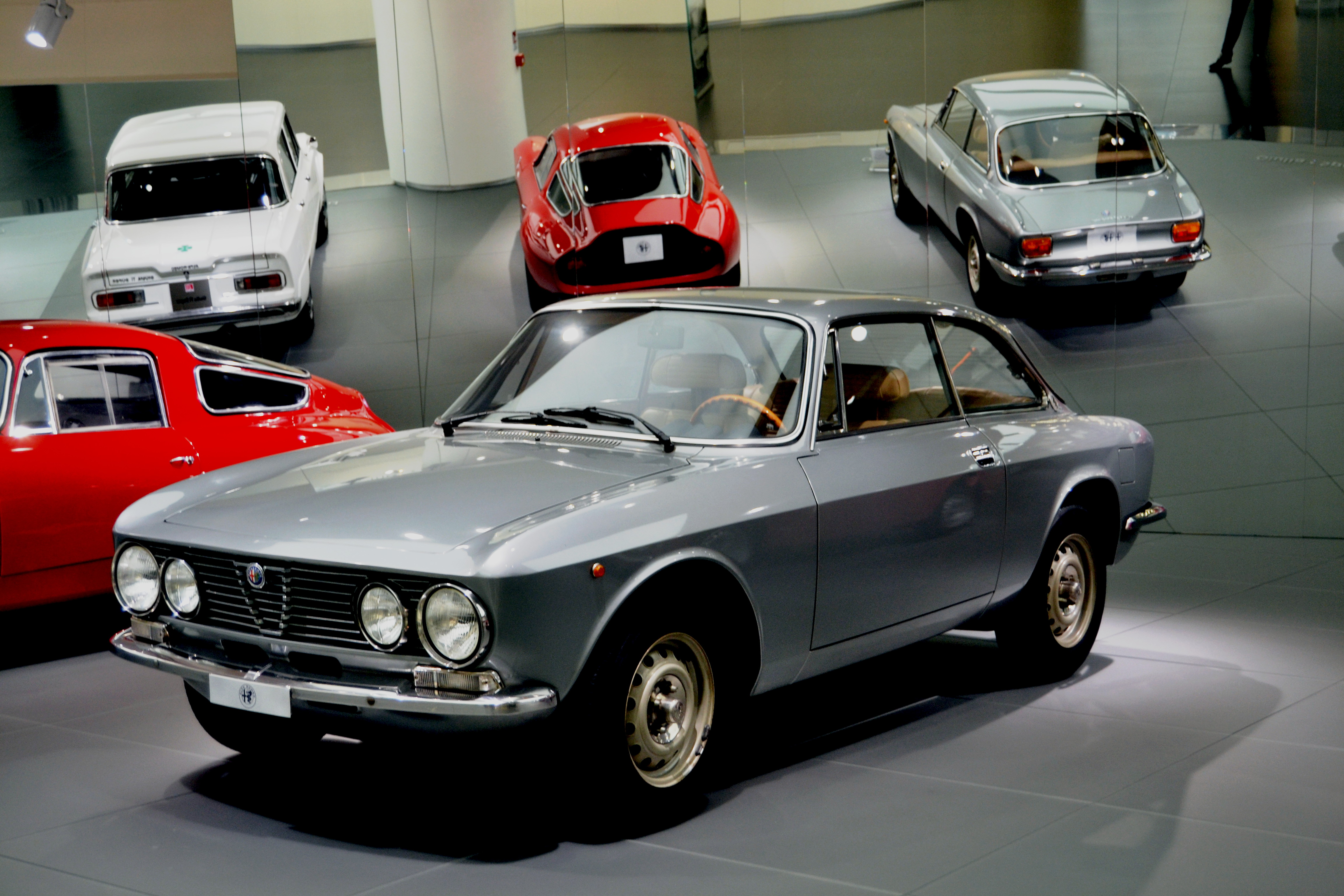
2000 GT Veloce

### Alfasud

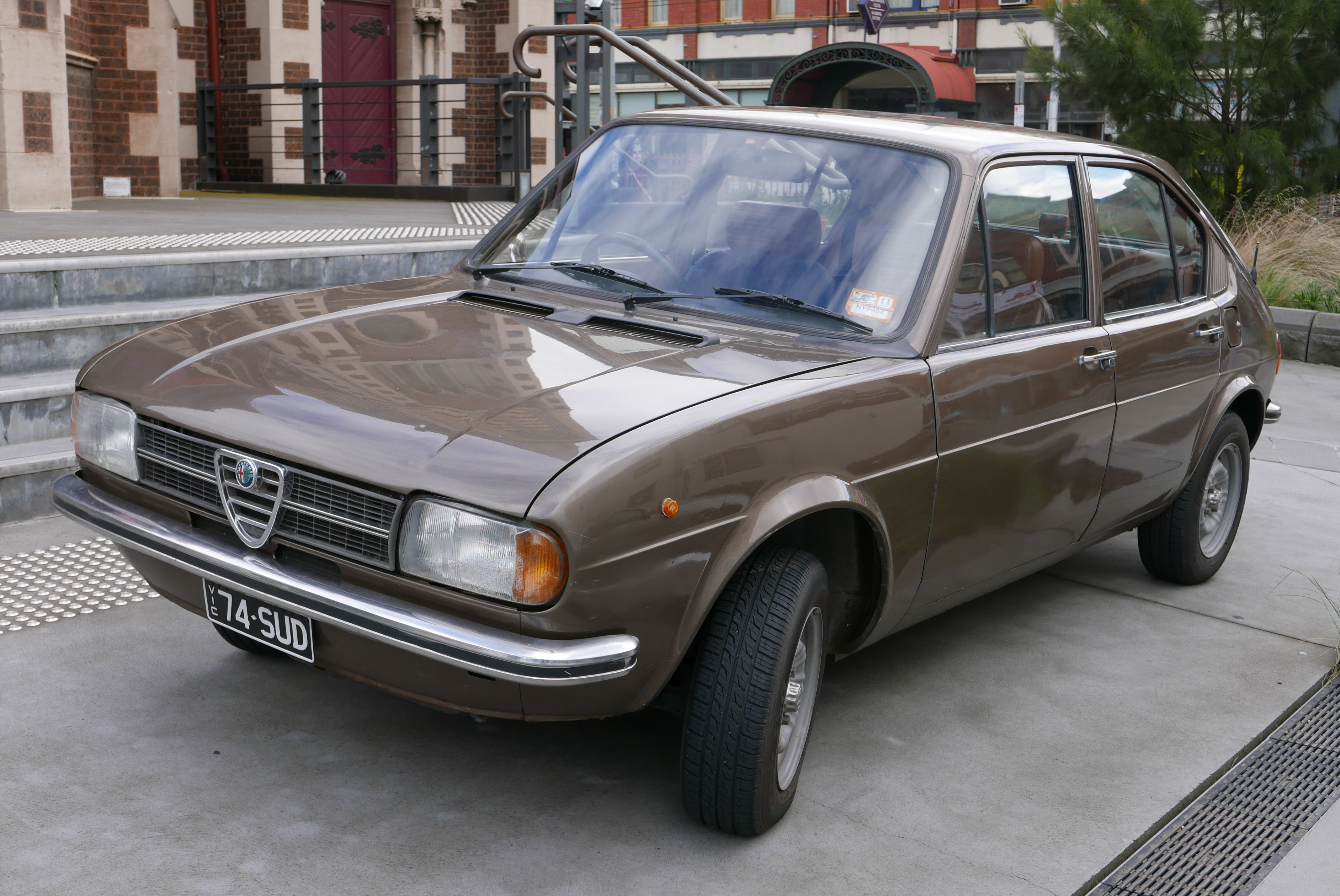
Alfa Romeo Alfasud.

Under 1970-talet försökte Alfa att bredda sitt utbud och lanserade Alfasud (Alfa Syd) som var tänkt som ett prisvärt alternativ i mellanbilsklassen. Alfasuden med framhjulsdirft, boxermotor och goda innerutrymmen tillverkades i en ny fabrik, Alfa Romeo Pomigliano d'Arco, i Neapel som byggdes på initiativ av den italienska staten för att motverka arbetslösheten i södra Italien. Alfasud skulle bli en del av ett industripolitiskt åtgärdspaket, med avsikt att utveckla industrin i de eftersatta, södra delarna av landet. Ett eget bolag under namnet Alfasud S.p.A. skapades för ändamålet med ägarna Alfa Romeo (88%), Finmeccanica (10%) och Istituto per la Ricostruzione Industriale (IRI) (2%). Tillverkningen startade i april 1972. Ansvarig för projektet var Rudolf Hruska och modellen formgavs av Giorgetto Giugiaro. 
Succén med Alfasuden uteblev till en början, delvis på grund av omfattande kvalitetsproblem. Under 13 år strejkade arbetarna i Neapelfabriken 700 gånger. Alfa försökte få fart på försäljningen genom att införa ett speciellt standardvagnsmästerskap med enbart Alfasud. Alfasuden kom sedermera att bli Alfa Romeos mest tillverkade modell. Den tillverkades i 906 824 exemplar. 1971 lanserades Alfa Romeo Montreal, en sportbil som på grund av oljekrisen snabbt tappade i försäljning.
1979 års Alfa 6 var tänkt att föra in Alfa i storbilsklassen med konkurrenter som BMW 7-serien och Mercedes-Benz. Det gick inget vidare och Alfa fick se hur konkurrenterna sidsteppade märket och firade framgångar på USA-marknaden. 1980 gick man in i ett samarbete med japanska Nissan genom det samägda bolaget Alfa Romeo Nissan Autoveicoli S.p.A. som tillverkade modellen Alfa Romeo Arna. Modellen blev ett fiasko då den varken sågs som en "äkta" Alfa Romeo eller som en Nissan - den ses av många som företagets absoluta botten. 

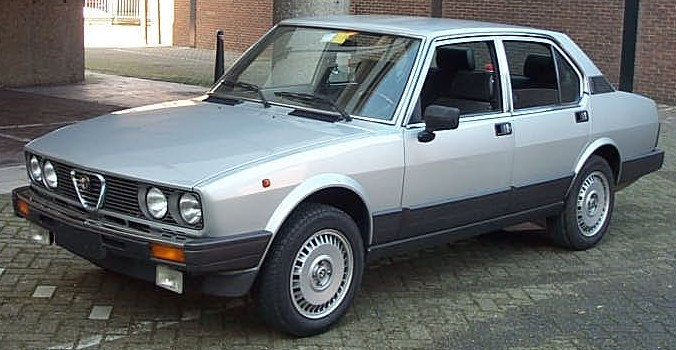
Alfa Romeo Alfetta
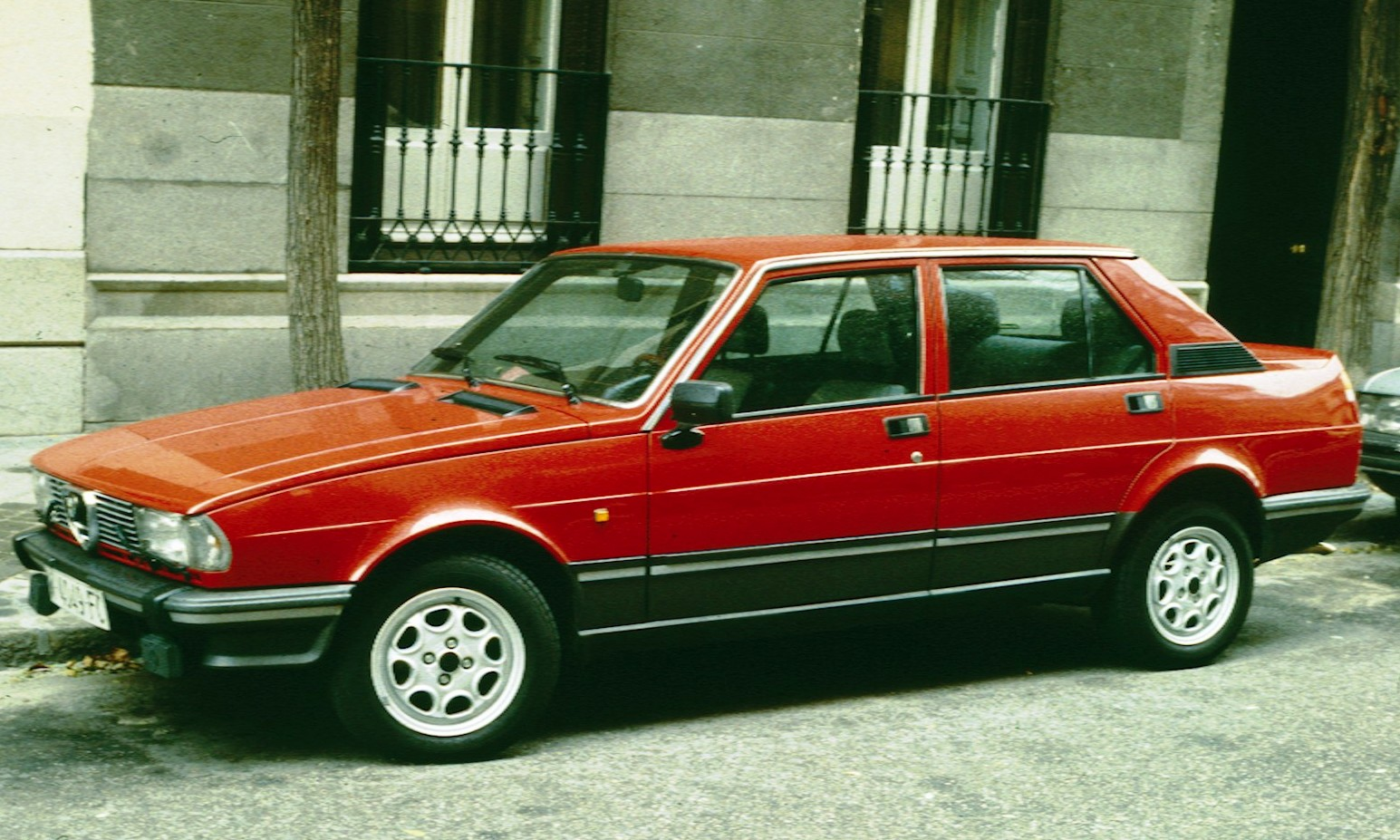
Alfa Romeo Giulietta
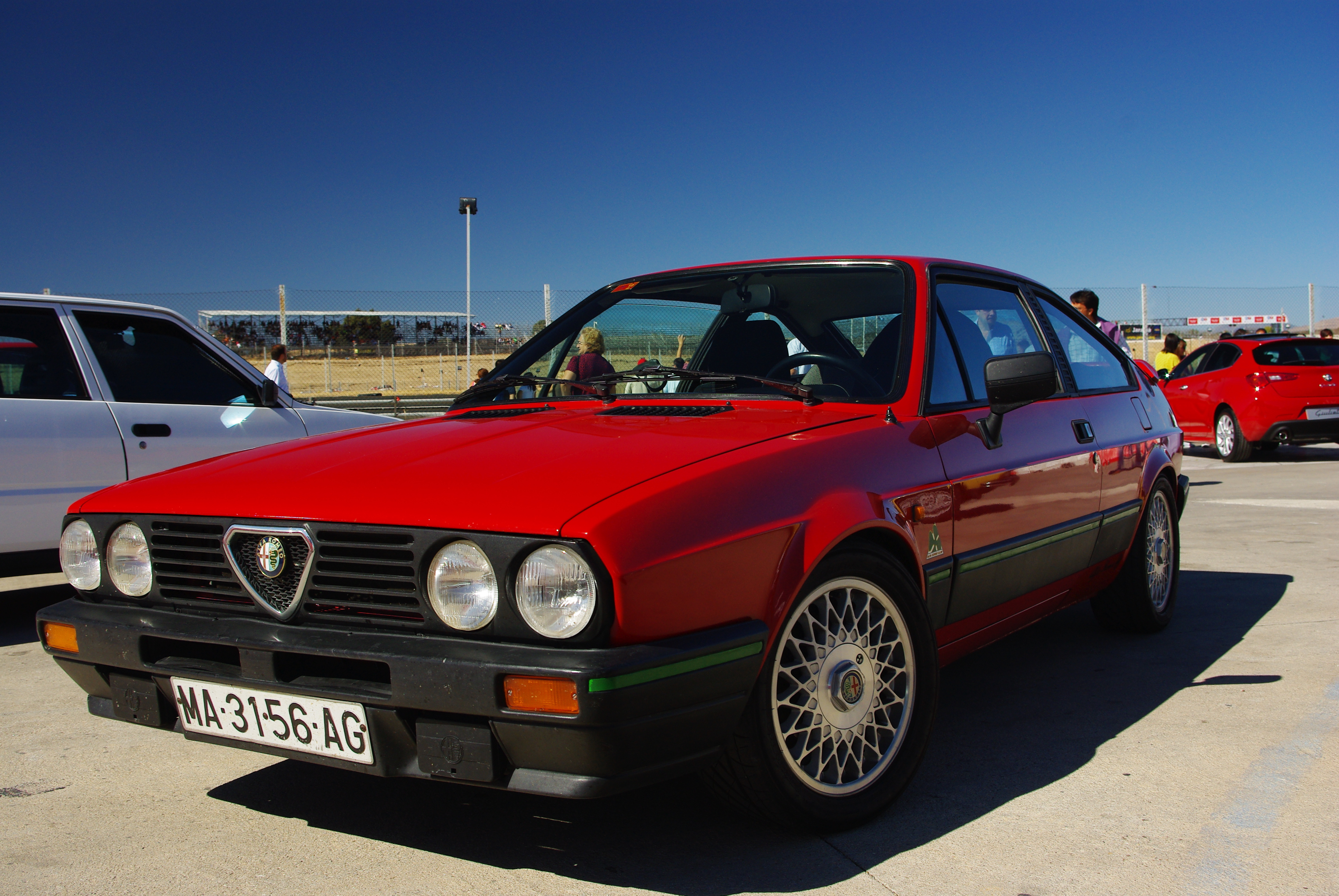
Alfa Romeo Sprint

Ett mer lyckat samarbete skedde mellan Alfa Romeo, Fiat, Lancia och Saab ("de fyras klubb") som gav Alfa Romeo Alfa Romeo 164 som kom 1987 och som under många år var företagets flaggskepp. 1985 firade Alfa Romeo 75 år och lanserade modellen Alfa Romeo 75.

### Del av Fiatkoncernen
Alfa hade under 1980-talet en märklig samling modeller utan någon tydlig linje, här samlades stora långfärdsmodeller, sportbilar och oglamourösa mellanklassbilar. Därtill hade man under många år haft kvalitetsproblem. Alfas produktion minskade kraftigt och anställda permitterades. Alfa hade sedan 1973 gått med stora förluster och Alfa-chefen Ettore Massacesi konstaterade 1984 att bolaget inte funnits om det inte varit för det statliga ägandet. Alfa stod inför konkurs och den italienska staten genom och IRI Finmeccanica ville inte längre genom subventioner stötta upp företaget. Bolaget satte ut till försäljning av IRI-chefen Romano Prodi och bland intressenterna fanns Ford och Fiat. Fords tanke var att tillverka Fordbilar i Alfas fabriker som inte utnyttjades fullt ut efter de vikande försäljningssiffrorna för Alfa. Alfa hade produktionskapacitet för 400 000 bilar med tillverkade bara 175 000 bilar i mitten av 1980-talet. Ford såg ut att ta över Alfa men i slutändan blev det Fiat under Gianni Agnellis ledning som köpte Alfa.
Fiat köpte Alfa Romeo 1986 och Alfa styrdes gemensamt med Lancia i Alfa-Lancia Industriale S.p.A. Senare kom en ny organisation inom Fiat med Alfa som en av koncernens delar. Köpet innebar att Alfas modeller fick många komponenter från Fiats modeller. Vissa av Alfas modeller kom att ha stora likheter men Alfa behöll sitt särdrag med egna motorer och sin egen design. En för Alfa ovanlig kombimodell kom i och med Alfa Romeo 33 Sportwagon som dock hade svårt att finna köpare i den konservativa Alfa-kundgruppen. Fiat har också gjort stora insatser för att förbättra kvalitén på Alfa som ofta varit ett kritiskt moment i omdömet av märket. 1986 stängdes även den ursprungliga Portellofabriken i Milano.

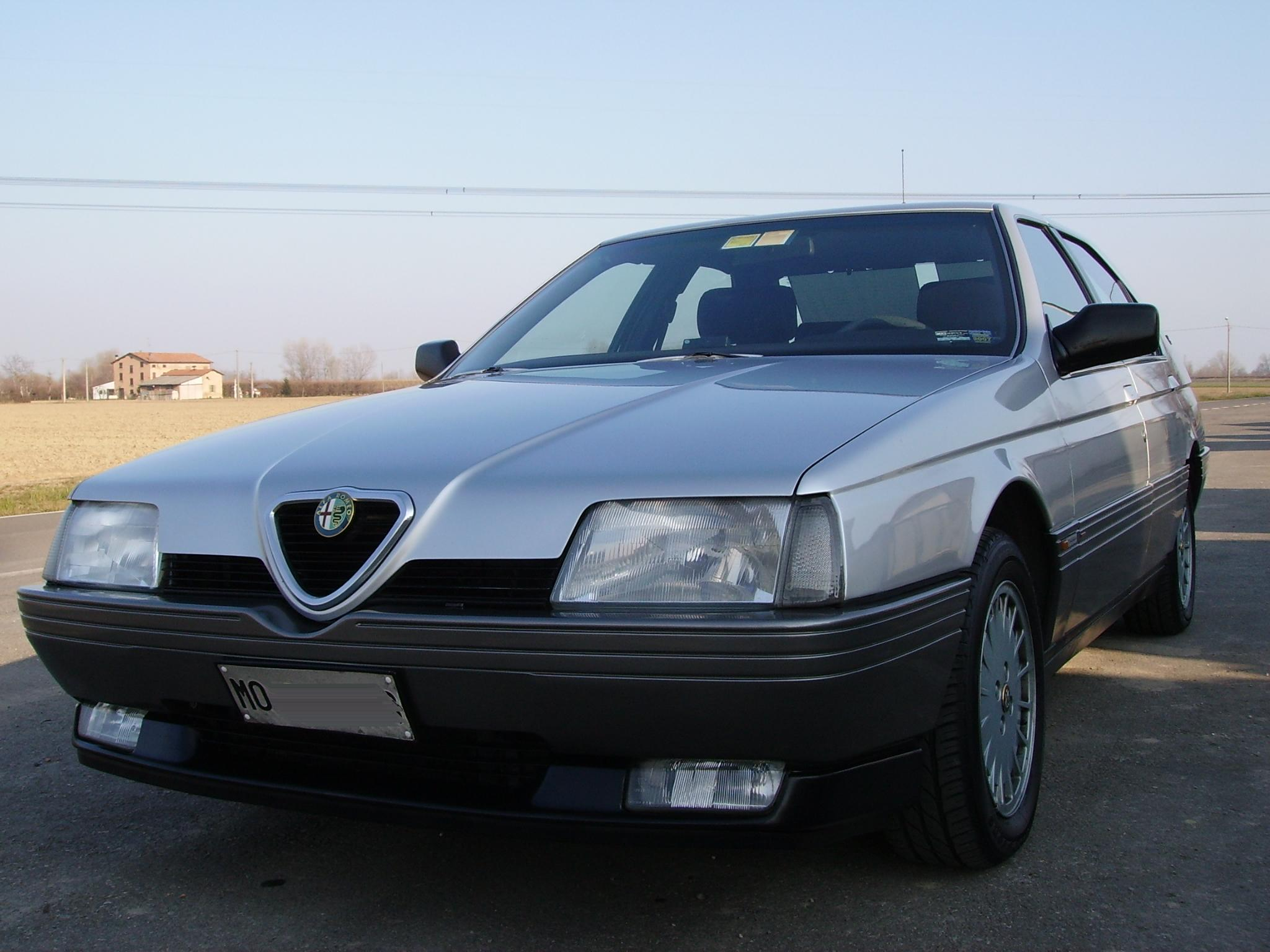
Alfa Romeo 164
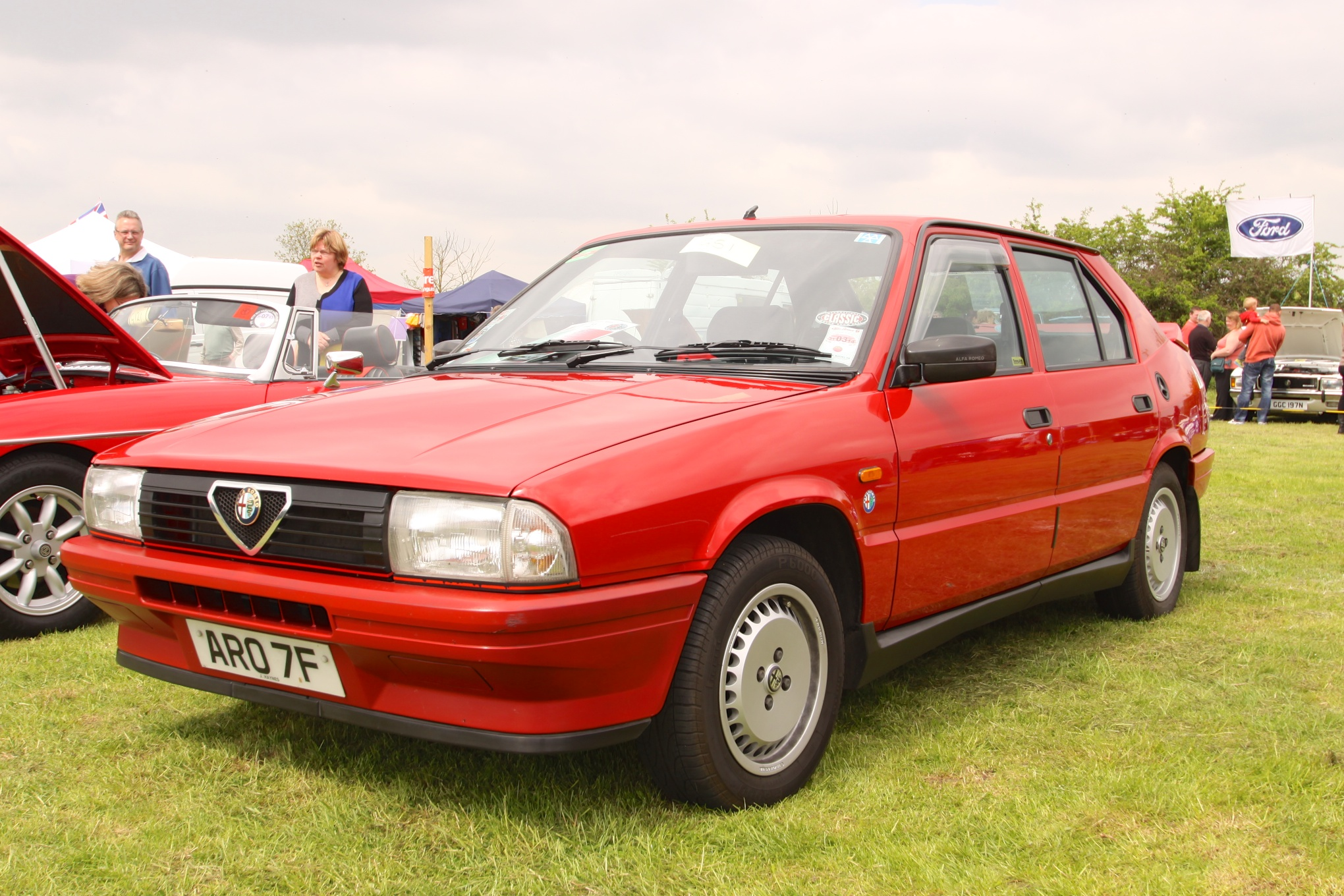
Alfa Romeo 33
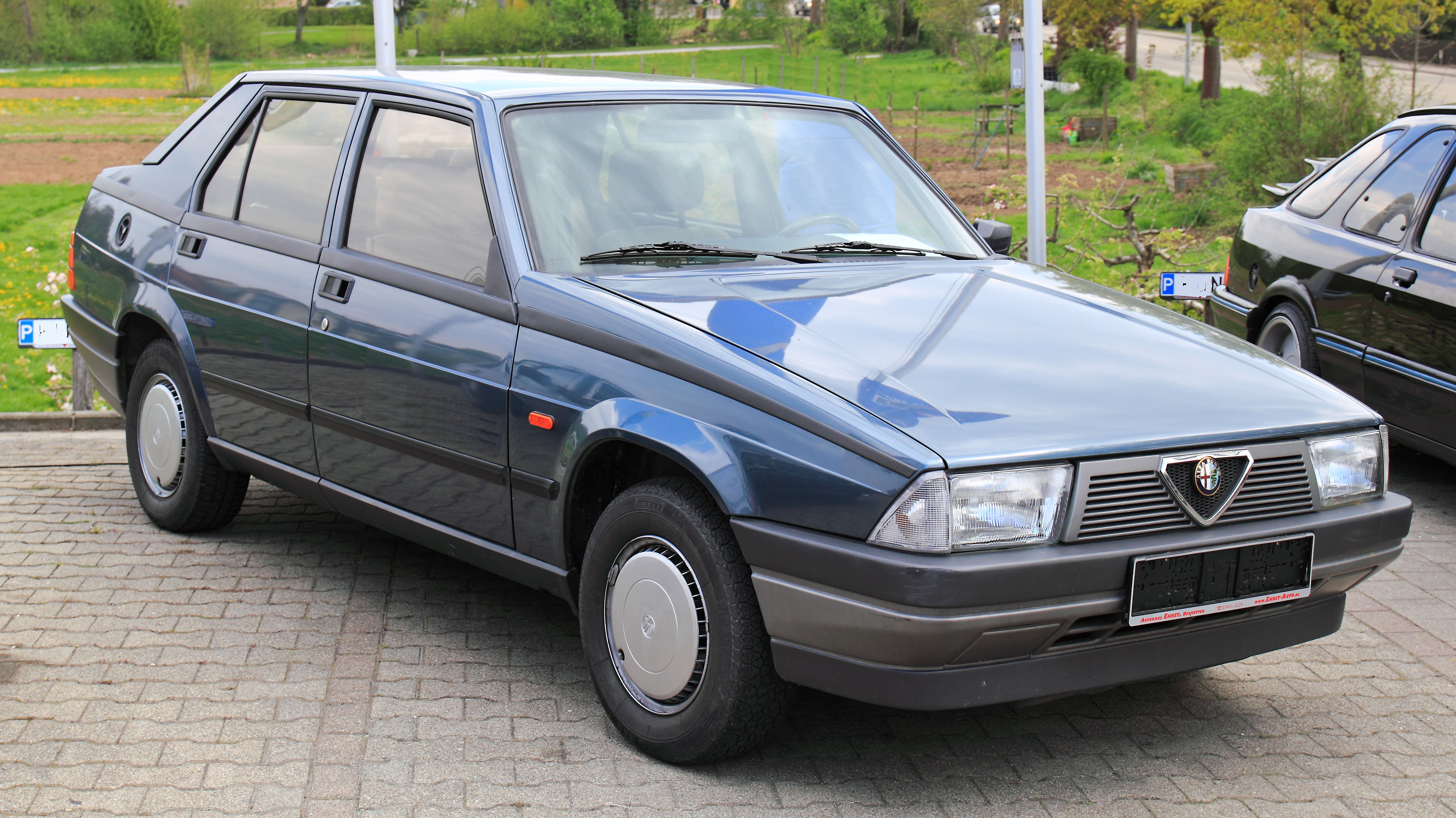
Alfa Romeo 75

### Nya framgångar och nedgång

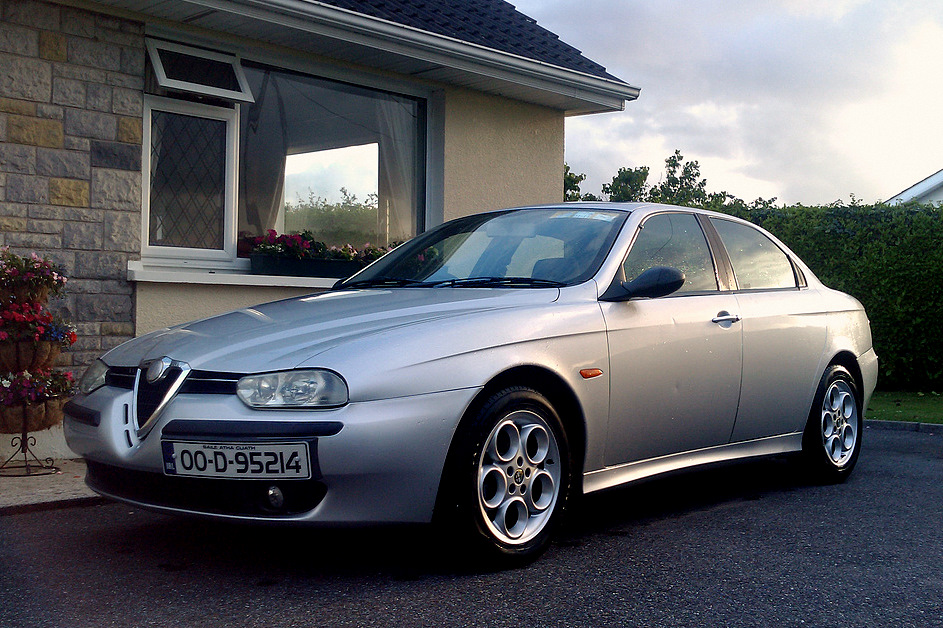
Alfa Romeo 156 blev en stor succé för Alfa Romeo.

Sedan Fiat gått in som ny ägare följde nya modeller som Alfa Romeo 155 som baserades på Fiat Tempra och Alfa Romeo 145/146 som ersatte Alfa Romeo 33 och baserades på Fiat Tipo. Efter närmare trettio år i produktion, ersattes Alfas klassiska, Giulia-baserade Spider av Alfa Romeo Spider/GTV, en modern, framhjulsdriven bil 1995. 
1997 kom Alfa Romeo 156 som blev en stor succé för Alfa. Man kombinerade ny design med den klassiska Alfa-designen vilket innebar en comeback för kylargrillen som går ner och därmed tvingar ut registreringsskylten till vänster. Modellen ritades av Walter de'Silva vid Centro Stile Alfa Romeo. Alfa 156 utnämndes till Årets bil (1998). Alfa följde upp med Alfa Romeo 166 som efterträdde Alfa 164. Senare kom Alfa Romeo 147 som företagets nya småbil och även den blev utsedd till Årets bil (2001). Bilarna lovordades för sin design och Alfa fick ett uppsving på flera marknader, inte minst den svenska.
Alfa har en stark position hemma i Italien men på andra marknader är Alfa ett uddamärke (jämför Saab) som framförallt lockar trogna köpare (se Alfisti) som uppskattar sportigheten. Detta har gett en relativt liten upplaga på omkring 200 000 tillverkade fordon om året. Efter att Alfa lanserat 156, 166 och 147 ökade produktionen men den har efter det återigen gått tillbaka. Alfa tillverkade 197 680 bilar 1998 och nådde en modern toppnotering 2001 med 213 638 enheter, men var 2009 nere i 103 687 tillverkade bilar per år. 2011 tillverkades 130 535 Alfor. Krisen inom bilindustrin och för Alfa Romeos ägare Fiat kring år 2000 ledde till drastiska åtgärder när Alfa Romeos huvudfabrik i Arese utanför Milano stegvis lades ned 2000–2005 och alla modeller tillverkas nu i Fiats fabriker – och ingen produktion finns i Alfa Romeos hemstad Milano. 
2007 blev Alfa Romeo åter ett eget aktiebolag och under Fiat-chefen Sergio Marchionnes ledning minskades modellprogrammet från 2010 när modellerna GT, 159, Brera och Spider lades ned. Bolag kom samtidigt tillbaka i Nordamerika med modellen Alfa Romeo 8C Competizione. 

### Nysatsning

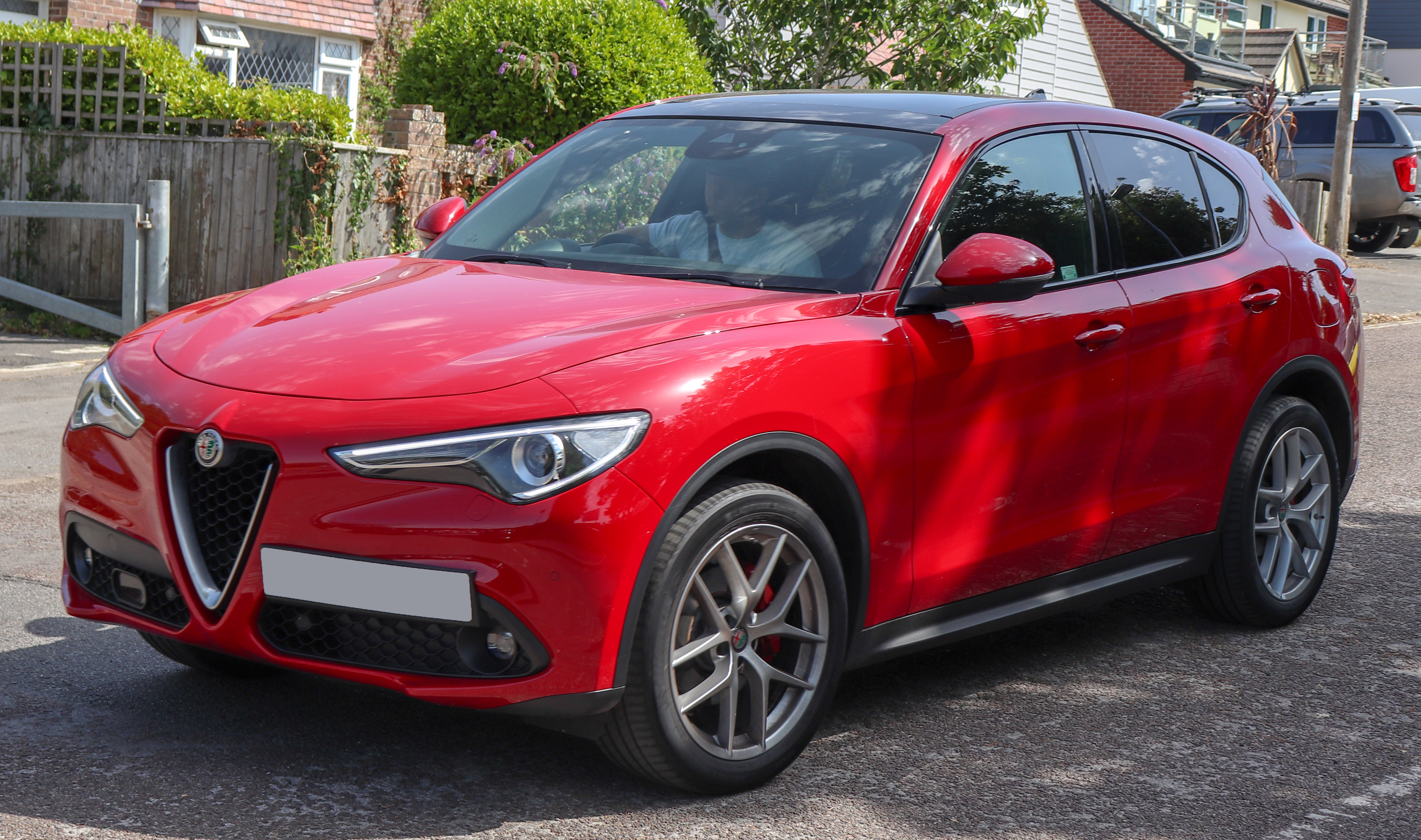
Alfa Romeo Stelvio.

Sergio Marchionne initierade 2015 en satsning för Alfa Romeo kraftigt skulle öka sin försäljning och åter säljas globalt. Tillverkningen var då nere på 68 000 bilar per år. 2015 presenterade den nya Alfa Romeo Giulia som tillsammans med MiTo, Giulietta, 4C samt Alfa Romeo Stelvio, den första SUV-modellen från Alfa, utgjorde modellprogrammet. Modellprogrammet var tänkt att utökas ytterligare men har istället minskats till att 2020 omfatta Giulia, Stelvio och Giulietta. Nya modeller som en stor SUV och sportmodellerna GTV och 8C har stoppats av Fiat Chrysler av kostnadsskäl. Men målsättningen är att utöka modellprogrammet med SUV-modeller och elektriska alternativ fram till 2022.

## Tillverkningsorter

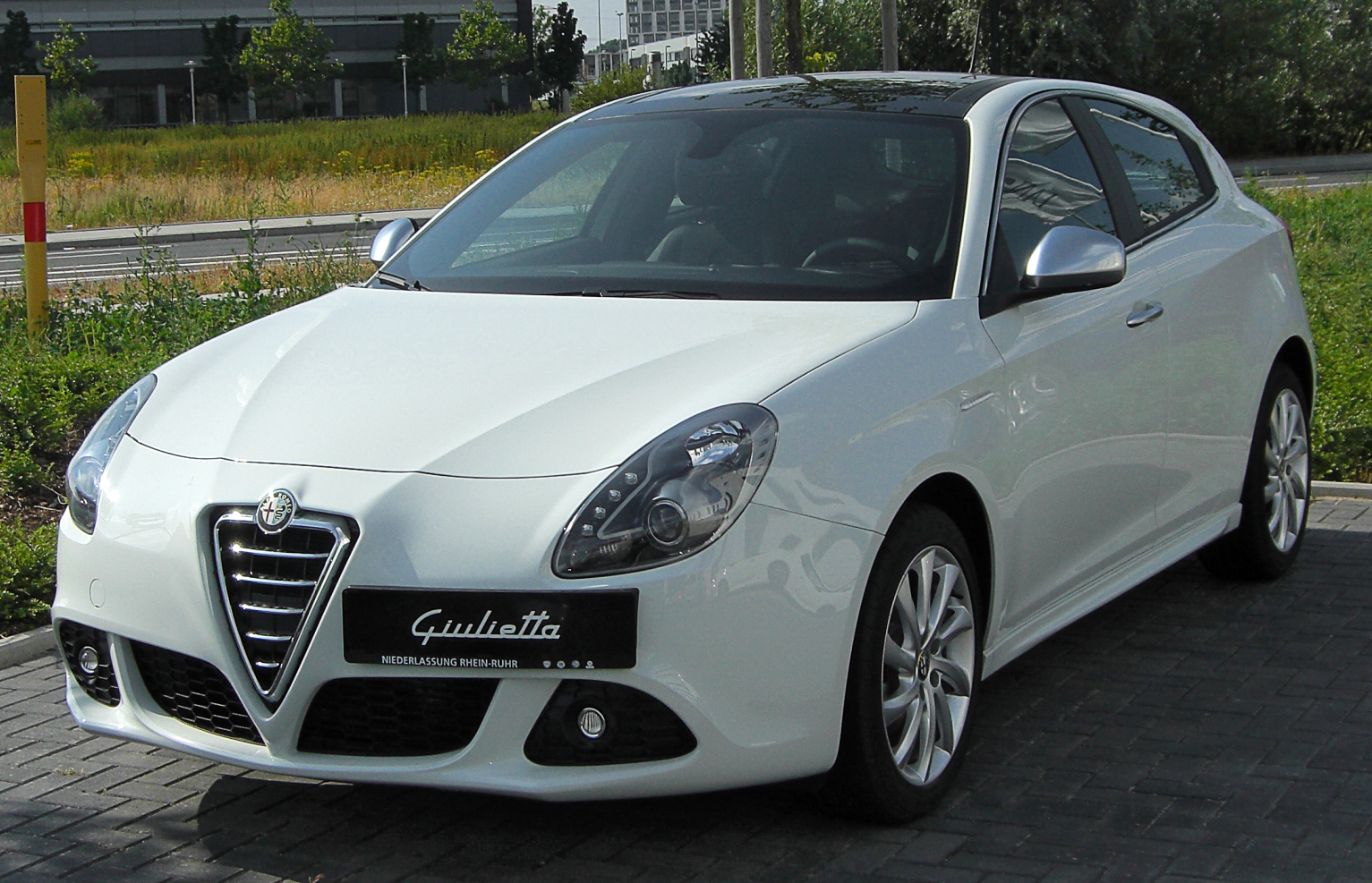
Alfa Romeo Giulietta i modern Alfa-design.

Alfa Romeos huvudfabrik låg sedan starten i Portello, Milano och hade tillverkning fram till 1986. 1961 startade man en andra fabrik i Arese i Milano. Den första stora fabriken utanför Milano stod klar 1972 i Pomigliano d'Arco i Neapel. Fabriken i Neapel föranledde en ändring av Alfa-märket då Milano togs bort från märket (se avsnitt om Alfa Romeos logotyp). Alfa Romeo Arna tillverkades 1984-1986 i Pratola Serna. 
Förutom de egna fabrikerna har Alfa Romeo genom åren lagt ut tillverkning hos Bertone, Pininfarina och Officine Stampaggi Industriali. Idag tillverkas Alfa Romeo-bilarna i Fiatkoncernens fabriker. De tidigare helt egna fabrikerna har lagts ner eller har idag ingen Alfa Romeo-tillverkning.

### Nuvarande
- Cassinofabriken, Piedimonte San Germano – Alfa Romeo Giulietta, Stelvio, Giulia[15][16]

### Tidigare
- Mirafiori, Turin – Alfa Romeo MiTo
- Alfa Romeo Pomigliano d'Arco (1968–2011)
- Alfa Romeo Arese (1963–2005)
- Alfa Romeo Portello (1910–1986)

## Karaktärsdrag

### Alfas Romeos logotyp

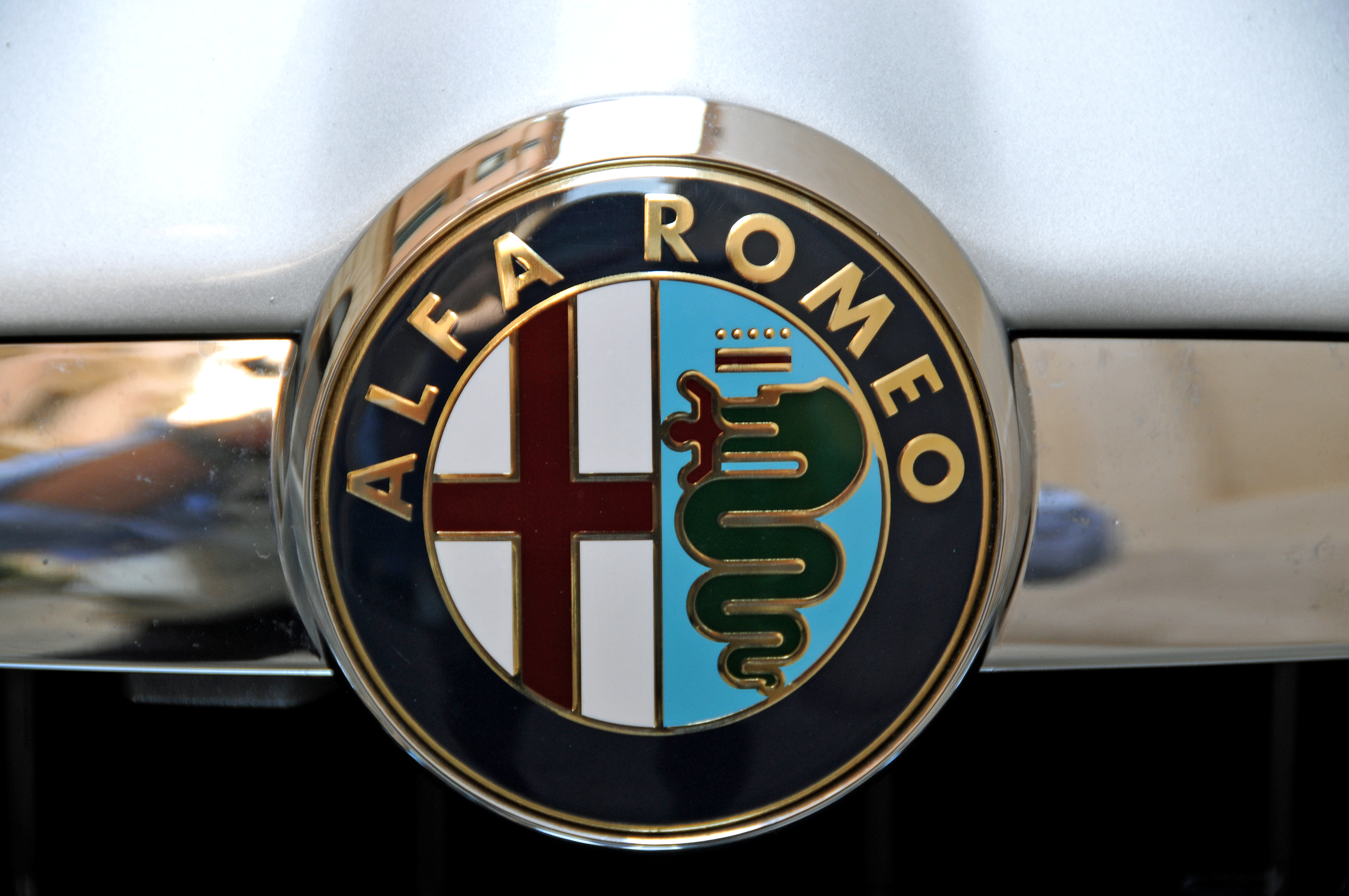
Alfamärket

Alfa Romeos logotyp består av två emblem. Det vänstra fältet visar staden Milanos fana, ett rött kors på vit bakgrund. Det högra fältet består av den milanesiska ätten Viscontis heraldiska vapen. Vi ser en orm, symboliserande vishet, som slukar en "otrogen". Från början fanns två repknopar i märket som symboliserade kungahuset Savojen. Dessa knopar försvann i samband med att Italien blev en republik 1946. Fram till 1972 stod tillverkningsorten Milano i det blå fältet. När man startade en fabrik i Neapel togs Milano bort och logotypen moderniserades - kransen togs bort. Kransen hade lagts till efter att Alfa blivit världsmästare. 2015 lanserades en ny version av märket.
Ett annat kännemärke för Alfa Romeo är fyrklövern - Quadrifoglio. Den har också sitt ursprung i tävlingsdelen. Den svenska Alfa Romeo-klubbens medlemstidning heter Klöverbladet.

### Kylargrillen

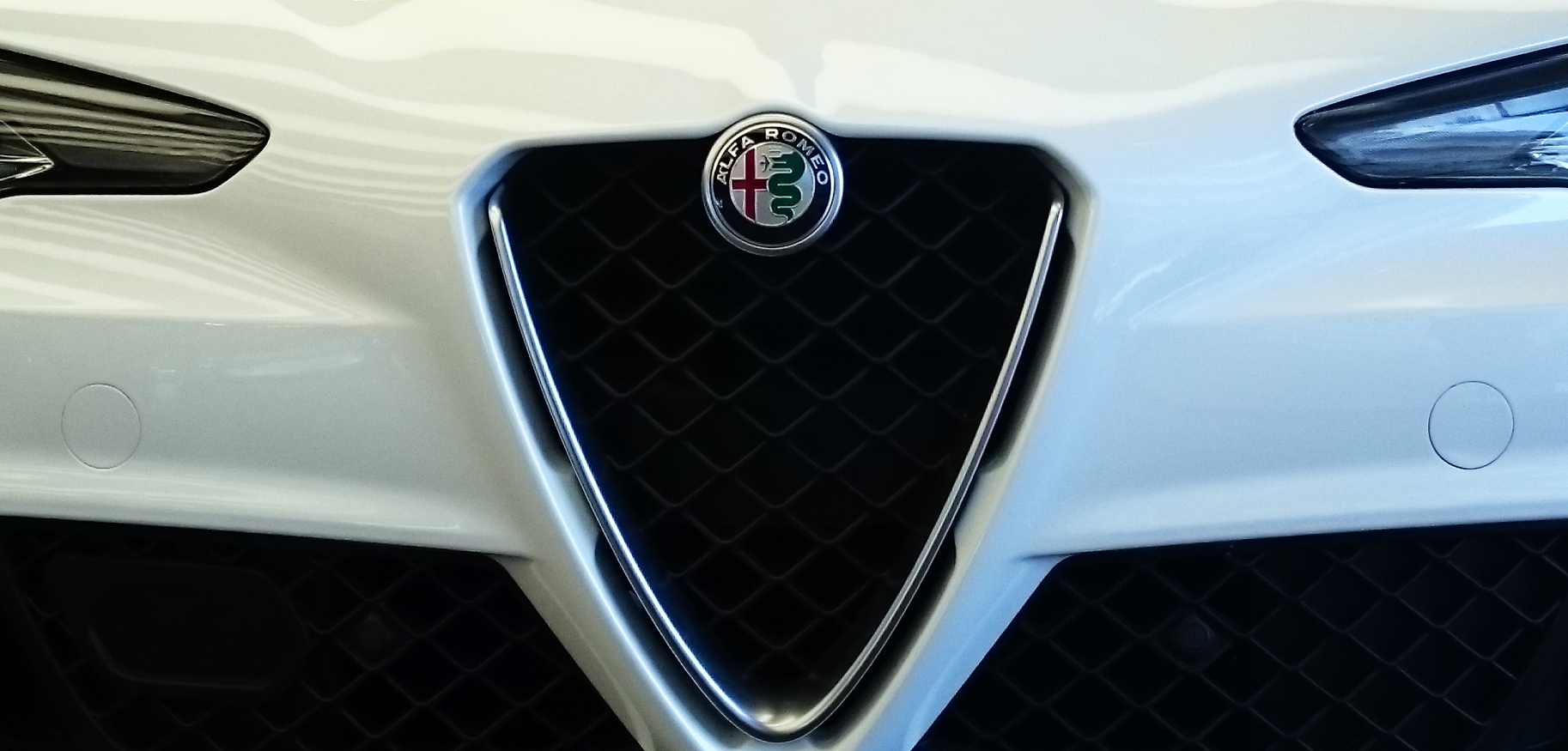
Scudetto på Alfa Romeo Giulia QV.

Alfa Romeo har en karaktäristisk form på grillen som kallas Scudetto och började användas på 1930-talet och som blivit ett kännemärke. Scudetton minskades ner under 1970-talet men i och med Alfa 156 som presenterades 1998 blev den åter en stark markör i fronten.

### Alfaröd
Rött är en traditionell Alfafärg – Rosso Alfa – och för italienska bilar i allmänhet. Innan andra världskriget var den röda färgen brunare. Den röda färgen har sedan decennier varit densamma. Ferraris röda är något ljusare. 

### Alfisti
Alfa Romeo-ägare har ofta en stor trogenhet till märket och kallas Alfisti (sing. Alfista). Alfa använder själva begreppet för att poängtera individualitet som märkets styrka tillsammans med sportigheten. Svenska Alfisti samlas i Club Alfa Romeo Svezia.

## Personbilsmodeller

### Aktuella bilmodeller

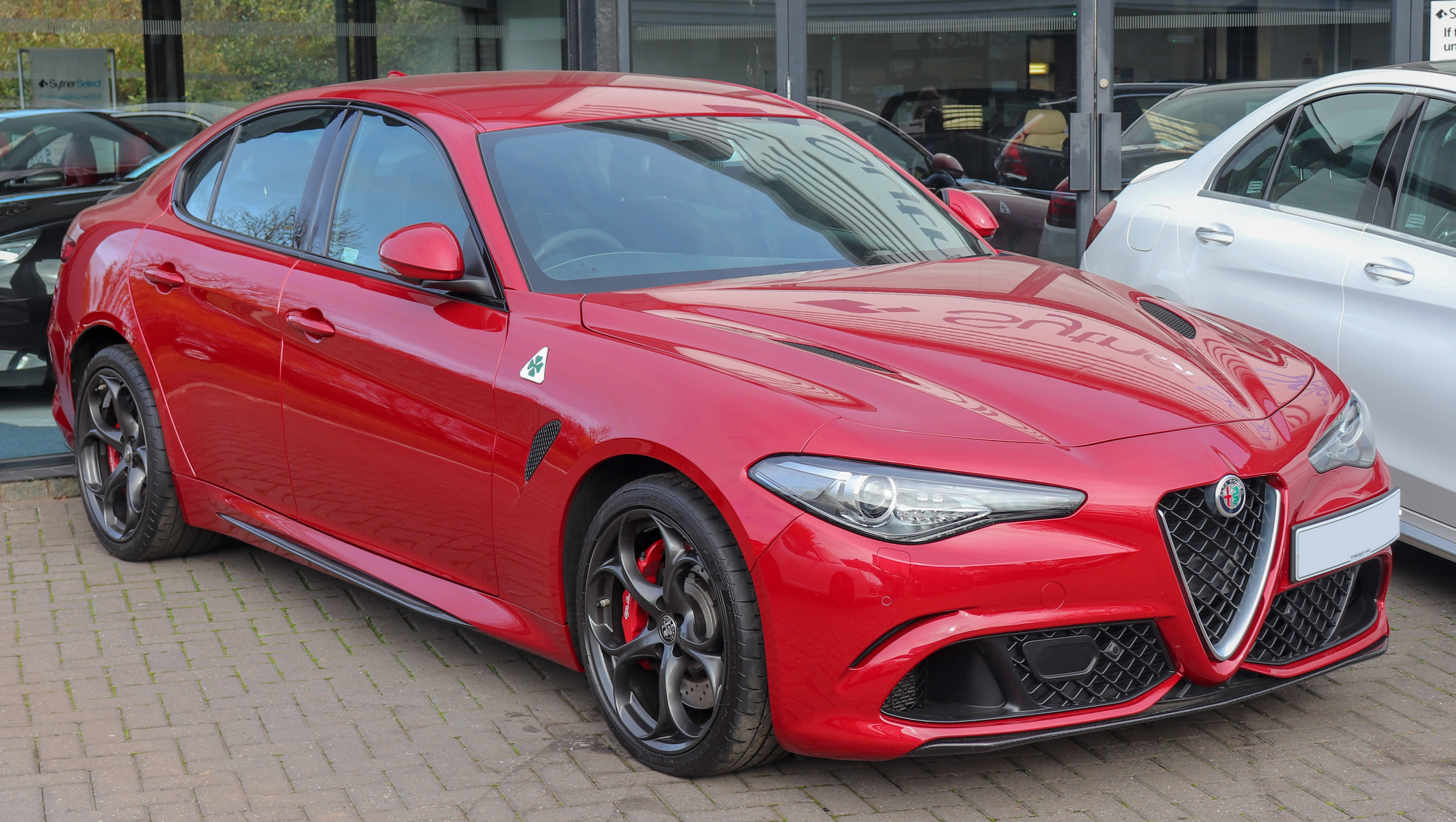
Alfa Romeo Giulia
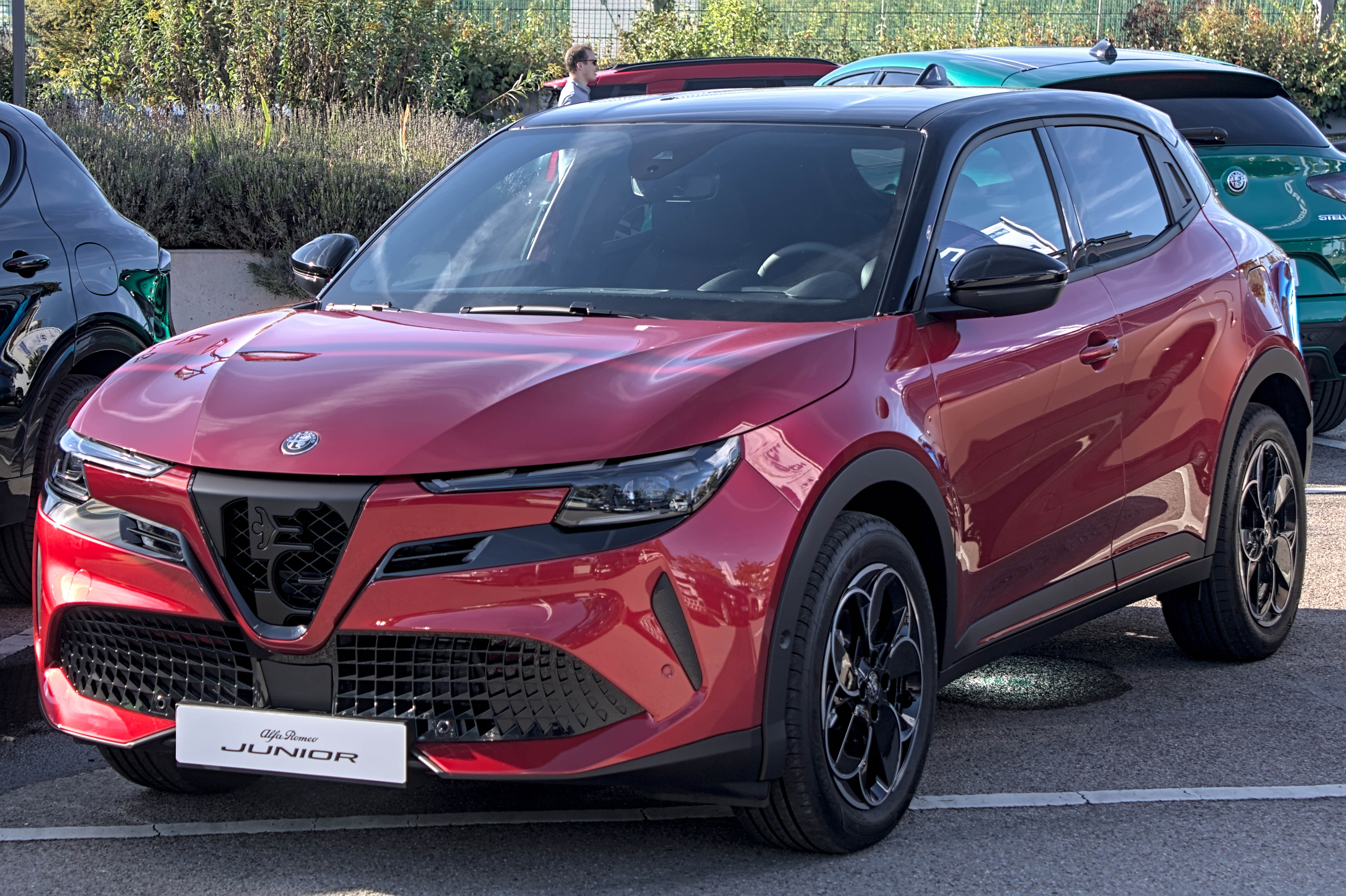
Alfa Romeo Junior
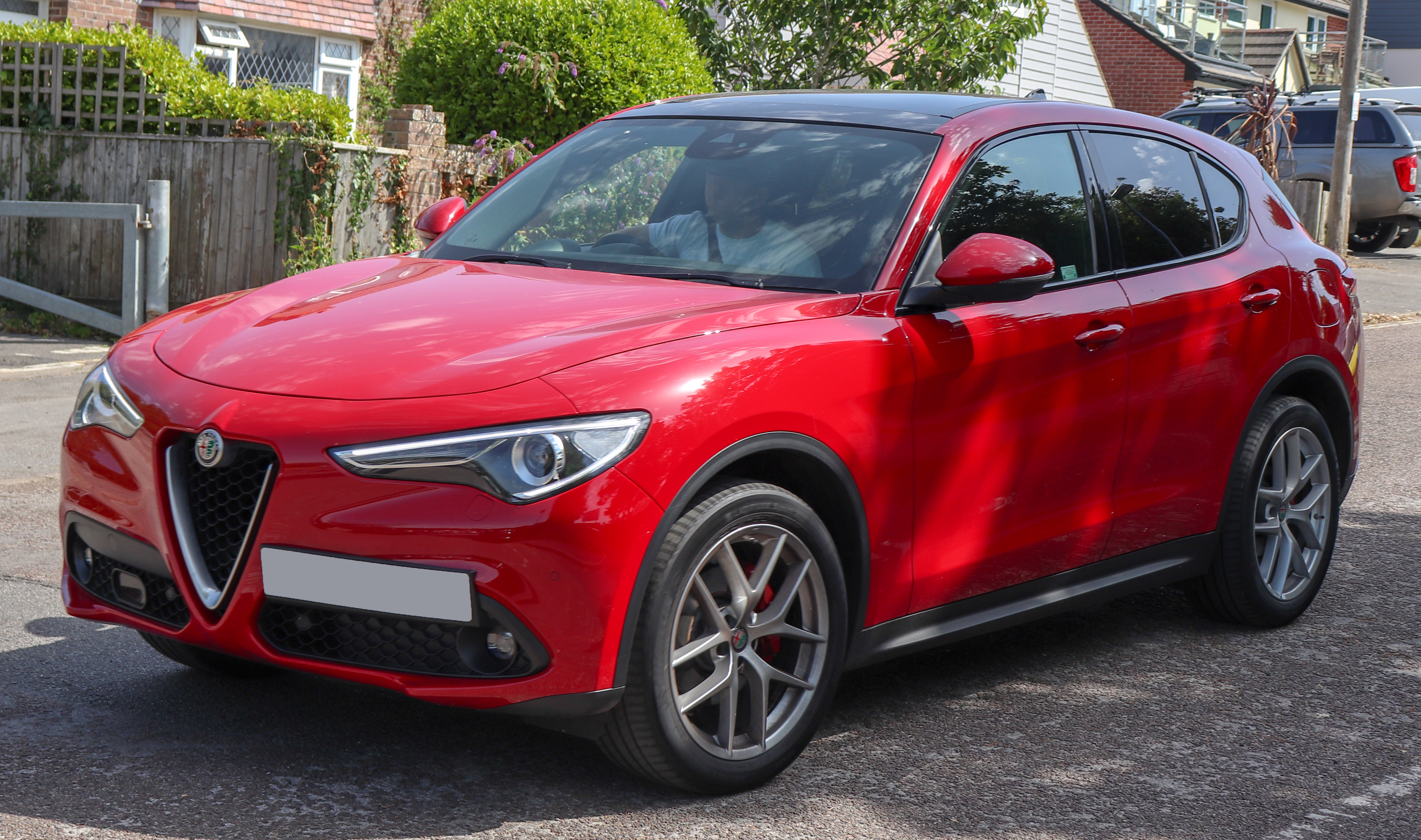
Alfa Romeo Stelvio
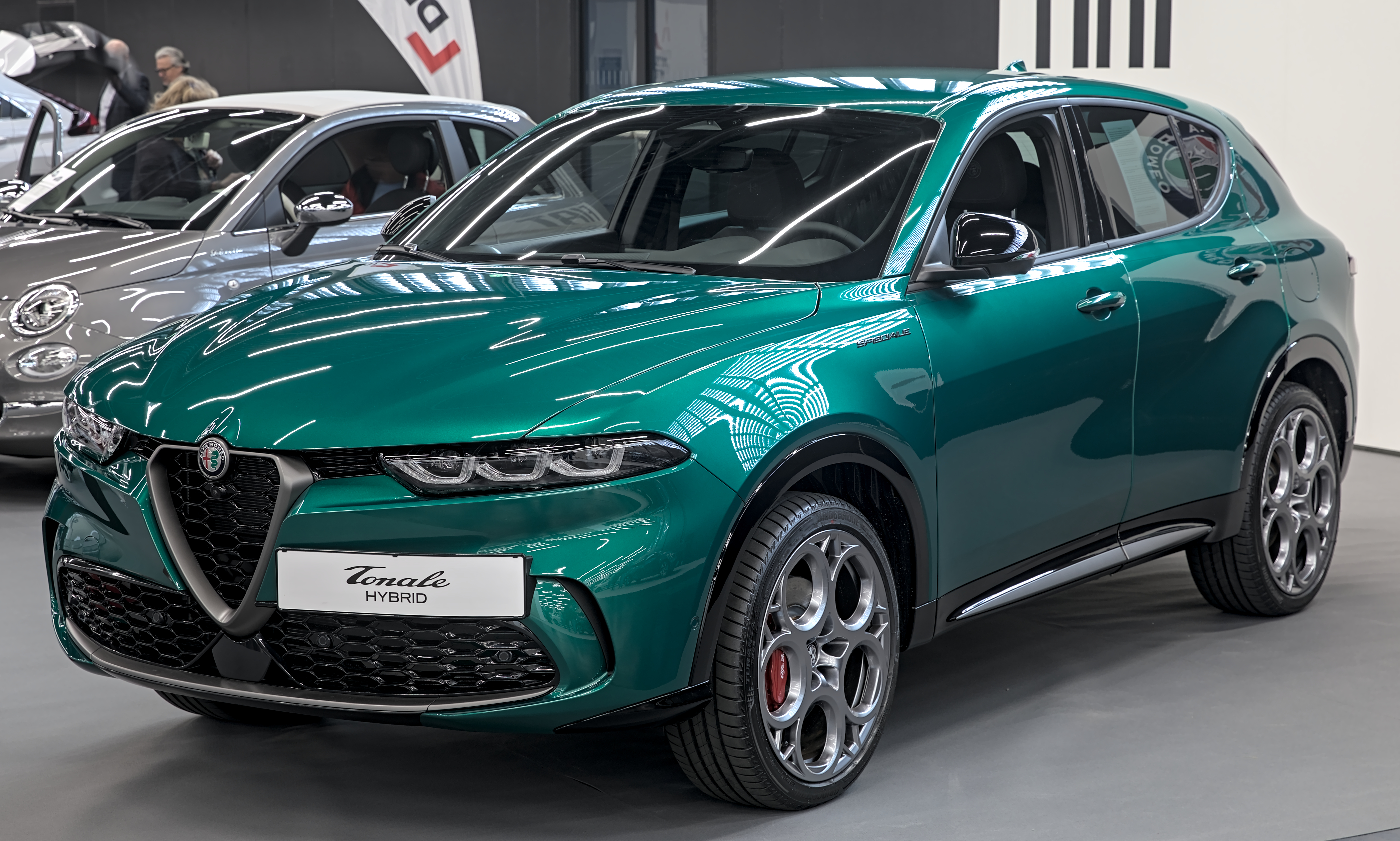
Alfa Romeo Tonale

- Alfa Romeo Giulia
- Alfa Romeo Junior
- Alfa Romeo Stelvio
- Alfa Romeo Tonale

### Historiska modeller
- Alfa 15/20 HP
- Alfa 20/30 HP
- Alfa 40/60 HP
- Alfa Romeo 20/30ES
- Alfa Romeo RL/RM

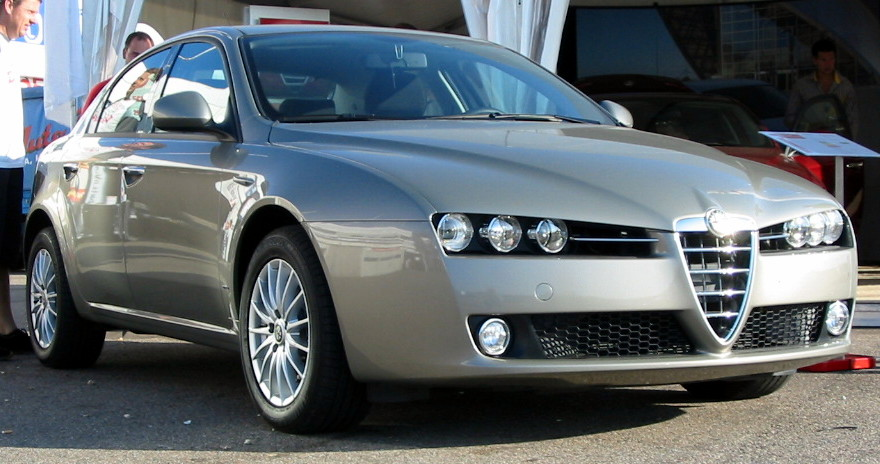
Alfa Romeo 159.

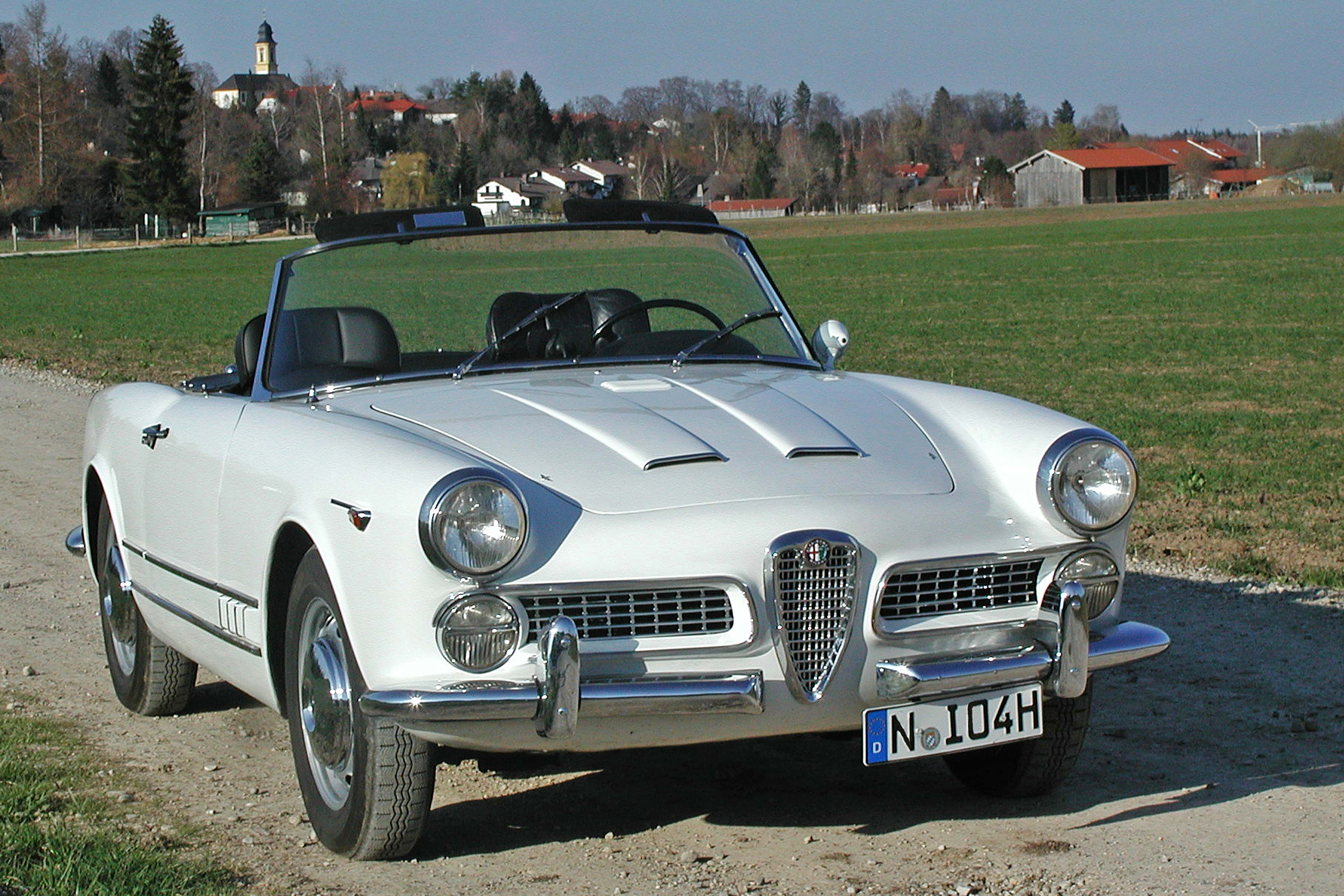
Alfa Romeo 2000 Spider (1959)

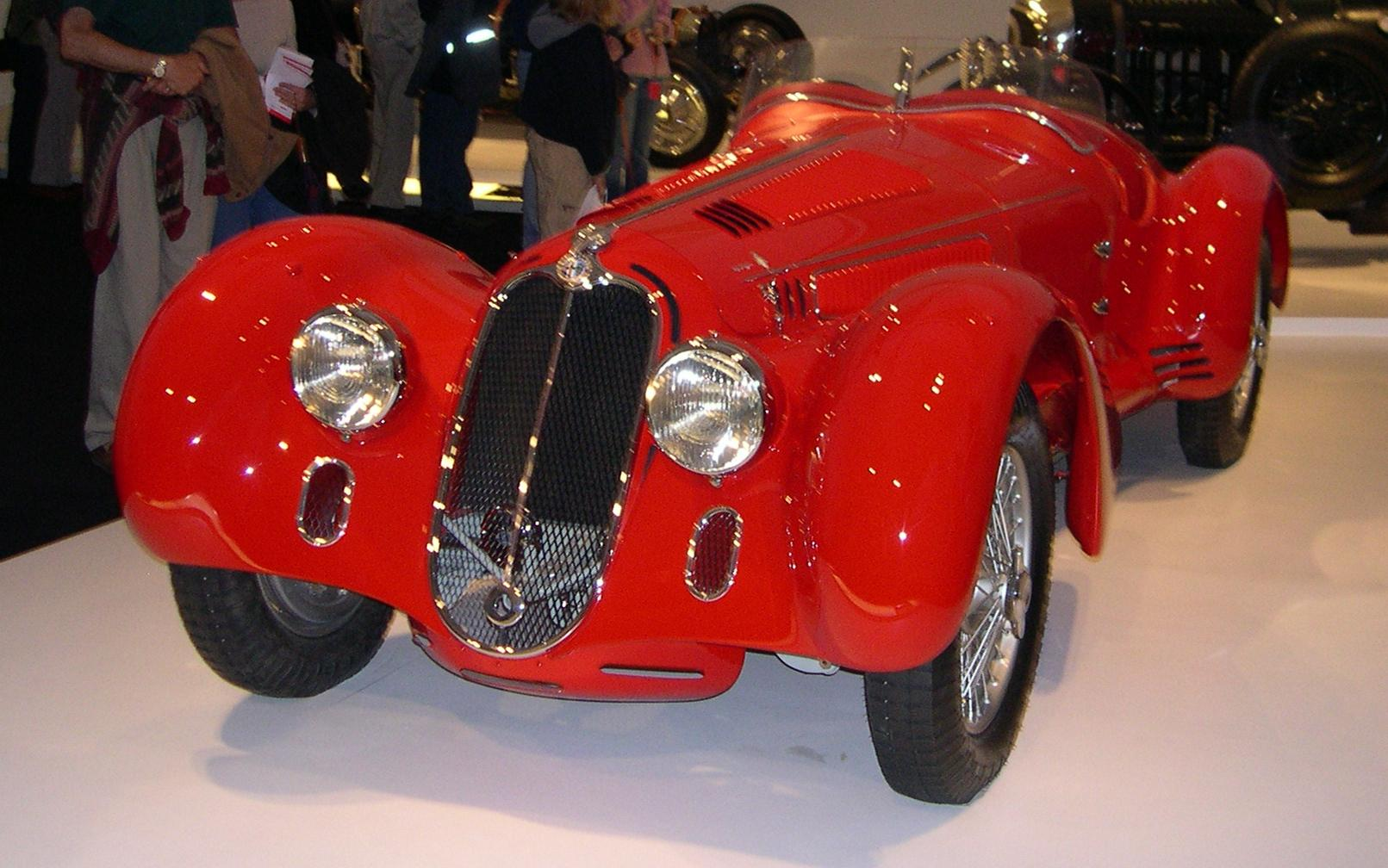
Alfa Romeo 8C 2900 Mille Miglia (1938).

- Alfa Romeo 6C 1500/1750/1900/2300/2500
- Alfa Romeo 8C 2300/2900
- Alfa Romeo P3
- Alfa Romeo 1900 Sprint/Super/Super Sprint/Berlina/Primavera
- Alfa Romeo 2000 Spider/Sprint/Berlina
- Alfa Romeo 2000 Sportiva
- Alfa Romeo 2600 Sprint/Spider/Berlina/SZ
- Alfa Romeo Disco Volante
- Alfa Romeo Giulietta Berlina/Spider/Sprint/Sprint Speciale/SZ
- Alfa Romeo Giulia Berlina/Nuova/Sprint/Spider/Sprint GT/Sprint GTA/GTZ/Junior Z
- Alfa Romeo Spider 105/115
- Alfa Romeo Montreal
- Alfa Romeo 1750/2000 Berlina/GTV/Spider
- Alfa Romeo Alfetta
- Alfa Romeo Alfetta GT/GTV
- Alfa Romeo Alfa 6
- Alfa Romeo Alfasud
- Alfa Romeo Alfasud Sprint
- Alfa Romeo Giulietta Typ 116 1977-1985
- Alfa Romeo Arna
- Alfa Romeo 33
- Alfa Romeo 90
- Alfa Romeo 75
- Alfa Romeo 164
- Alfa Romeo 145
- Alfa Romeo 146
- Alfa Romeo Spider 916
- Alfa Romeo SZ/RZ
- Alfa Romeo 155
- Alfa Romeo 156
- Alfa Romeo 156 Crosswagon Q4
- Alfa Romeo 166
- Alfa Romeo 147
- Alfa Romeo GT
- Alfa Romeo 159
- Alfa Romeo Brera
- Alfa Romeo Romeo
- Alfa Romeo 8C Competizione
- Alfa Romeo 2300 - tillverkad i Brasilien av Fábrica Nacional de Motores
- Alfa Romeo Mi.To
- Alfa Romeo 4C
- Alfa Romeo Giulietta

## Motorsport

### Sportvagnsracing

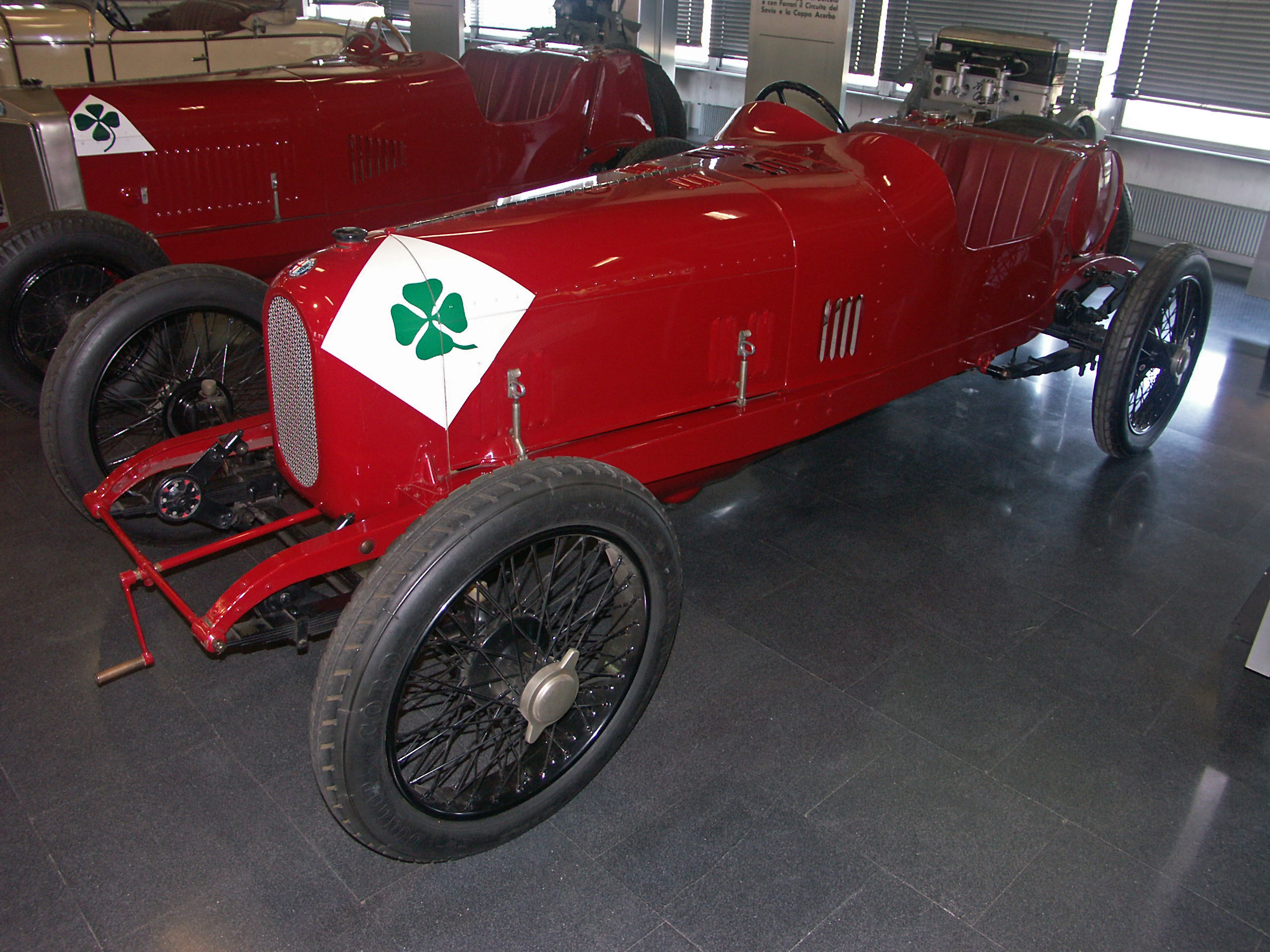
Alfa Romeo RL Targa Florio.

Alfa Romeo deltog tidigt i de italienska långloppen, som Mille Miglia och Targa Florio. Med modellerna 6C och 8C vann Alfa Romeo alla Mille Miglia-lopp utom ett mellan 1928 och 1938. Dessutom tog man fyra raka segrar i Le Mans 24-timmars mellan 1931 och 1934.
Under 1950-talet deltog Alfa Romeo i sportvagnsracing på lägre nivåer och från början av 1960-talet satsade Autodelta på de mindre klasserna i sportvagns-VM med Giulietta SZ och efterträdaren Giulia TZ. Med Tipo 33 gick Alfa Romeo upp till de stora sportvagnsprototyperna och vann VM-titeln två gånger, 1975 och 1977.

### Grand Prix-racing
Alfa Romeo byggde sin första Grand Prix-bil 1924. Redan året därpå vann stallet det första världsmästerskapet i Grand Prix-racing med den framgångsrika P2:an. Stallets förare Ferdinando Minoia blev europamästare 1931 och Tazio Nuvolari året därpå.
Alfa Romeos förare Enzo Ferrari visade sig vara bättre som stallchef än som racerförare och sedan Alfa Romeo drabbats av ekonomiska problem under 1933 tog Scuderia Ferrari över som inofficiellt fabriksteam. Benito Mussolini nationaliserade företaget för att rädda den italienska äran på racerbanorna men Alfa Romeo och Scuderia Ferrari mötte allt hårdare motstånd från de tyska Silverpilarna under resten av 1930-talet. Till säsongen 1938 återtog fabriken tävlandet med stallet Alfa Corse.

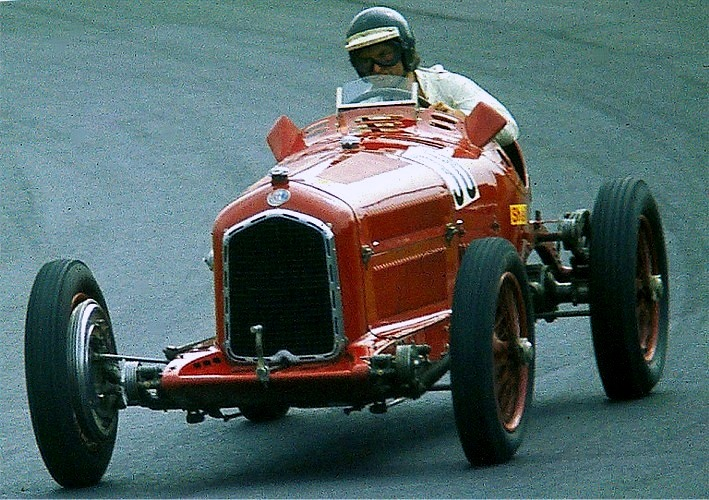
Alfa Romeo P3.
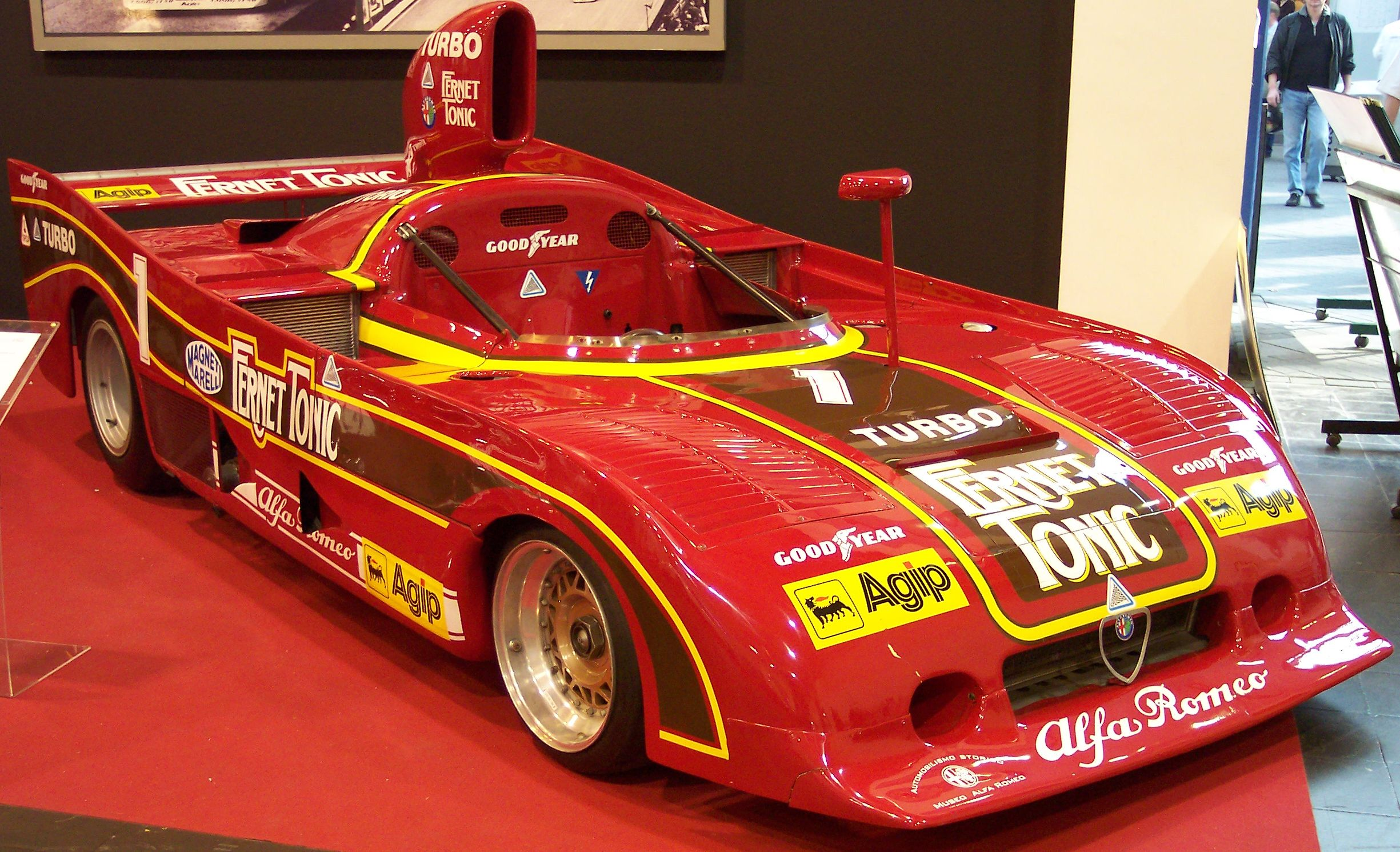
Alfa Romeo Tipo 33.
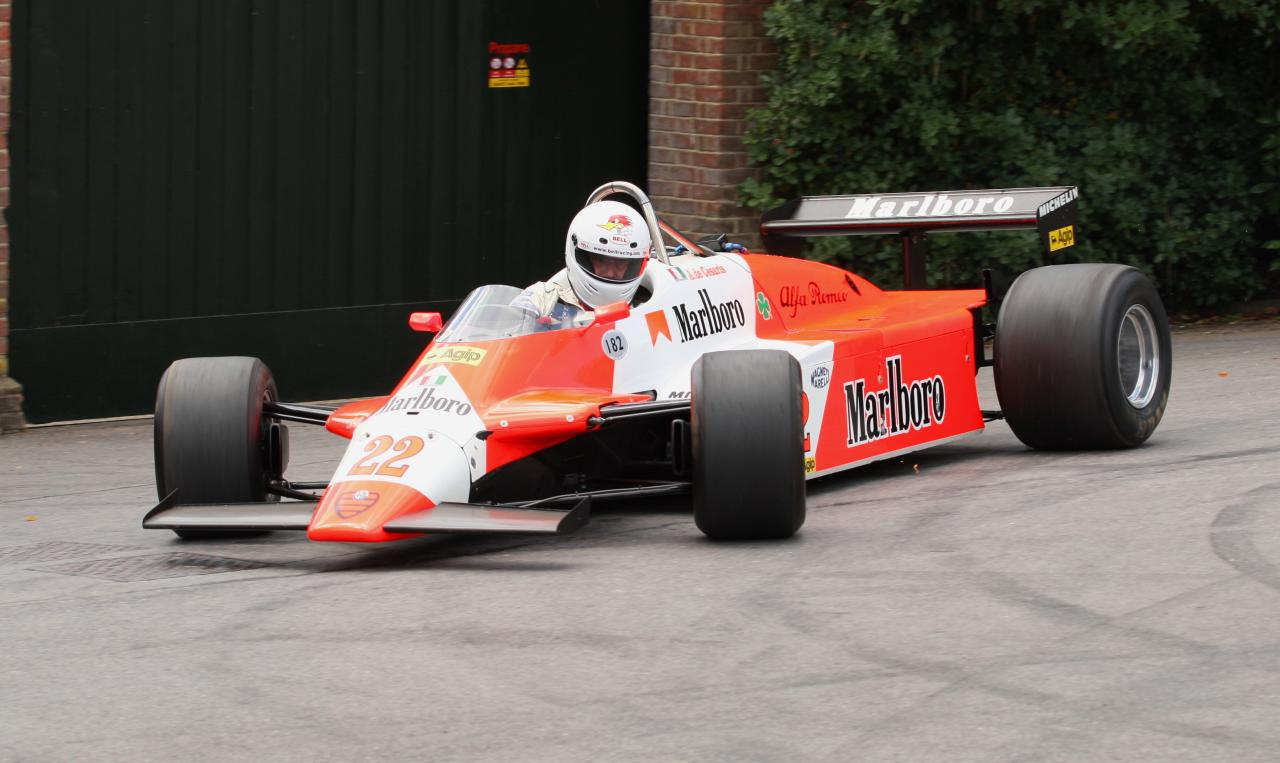
Alfa Romeo 182.

Efter andra världskriget tävlade Alfa Corse med förkrigsmodellen Alfetta och med den vann Nino Farina den första F1-titeln 1950. Sedan Juan Manuel Fangio vunnit även 1951 drog sig Alfa Romeo ur formel 1.
Alfa Romeo kom tillbaka till F1 som motorleverantör 1976. Mellan 1979 och 1985 drev Autodelta ett formel 1-stall. Bästa resultatet blev en sjätteplats i konstruktörs-VM 1983. Sedan Fiat köpt företaget lades F1-stallet ned och Alfa Romeo fick ägna sig åt standardvagnsracing.

### Standardvagnsracing

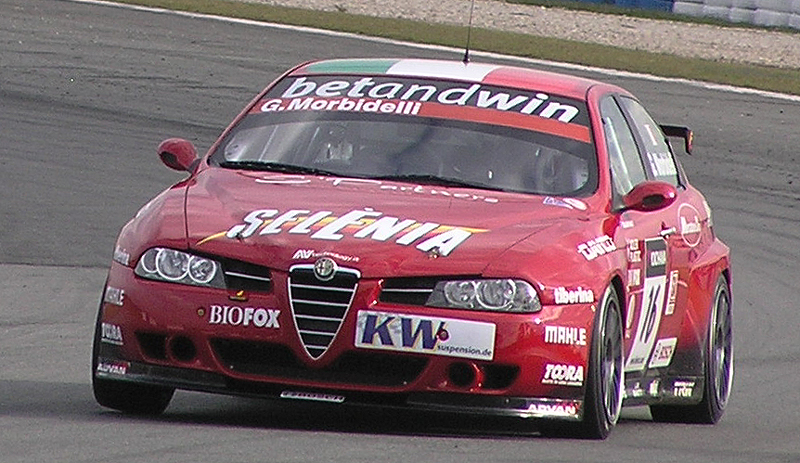
Alfa Romeo 156 WTCC.

Alfa Romeo hade stora framgångar i ETCC med GTA-modellen. I början av 1980-talet vann man europamästerskapet fyra år i rad med GTV6:an. Alfa Romeo deltog även i stora nationella mästerskap, som DTM och BTCC med de framhjulsdrivna modellerna 155 och 156. I början av 2000-talet vann märket ETCC fyra år i rad men därefter har Alfa Romeo dragit sig tillbaka från internationell racing.

### Motortillverkning
I början av 1960-talet använde flera små F1-märken Alfa Romeos fyrcylindriga motorer. Senare använde McLaren och March Engineering V8-motorn från Tipo 33. Mellan 1976 och 1979 levererade Alfa Romeo motorer till Brabham med en tredjeplats i konstruktörs-VM 1978 som bästa resultat.
Alfa Romeo har även levererat motorer till mindre formelbilsklasser, som formel 3.

## Museo Storico Alfa Romeo

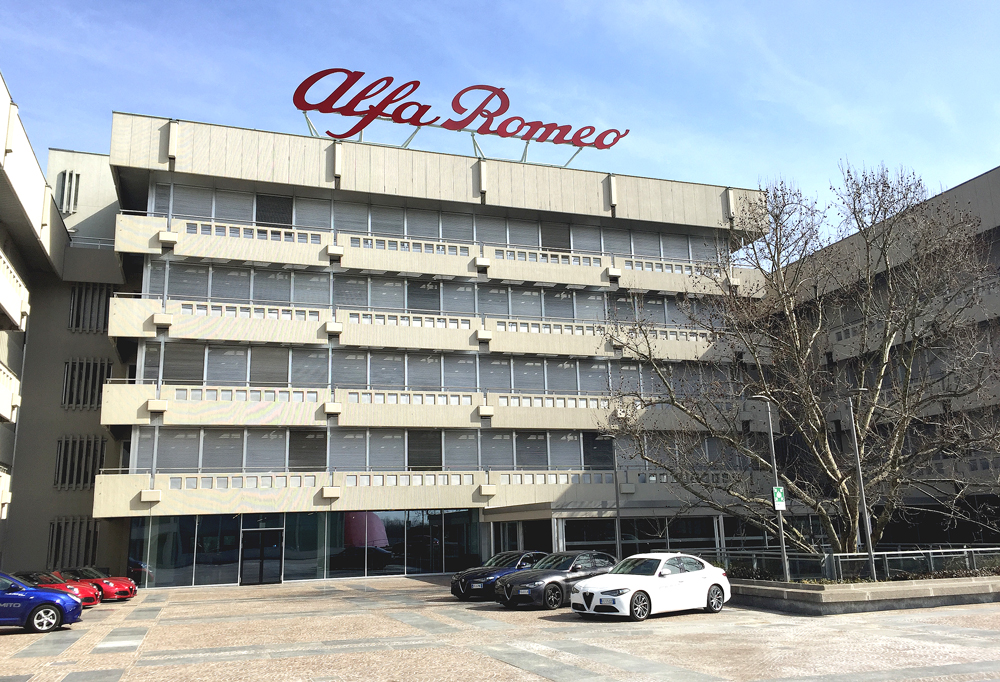
Alfa Romeos museum Museo Storico Alfa Romeo.

Alfa Romeos museum Museo Storico Alfa Romeo ligger i Arese norr om Milano. Initiativet till museet togs av Orazio Satta Puliga och samlingen byggdes sedan upp av formgivaren Luigi Fusi. Det invigdes 1976 och var från början inte öppet för allmänheten och låg då inne på Alfa Romeos fabriksområde. När Alfa Romeo lämnade Arese i början av 2000-talet revs de omkringliggande byggnaderna. Efter en renovering av byggnaden öppnade det åter för publik 2016. På museet visas ett brett urval av Alfa Romeos personbilar, racingbilar och experimentmodeller samt flygmotorer. Bolagets produktion av lastbilar finns inte representerad på museet.

## Annan tillverkning
Alfa Romeo har förutom personbilar genom historien tillverkat ett antal andra produkter, bland annat lokomotiv, bussar, traktorer, spårvagnar, kompressorer och generatorer. 

### Flygmotorer – Alfa Romeo Avio

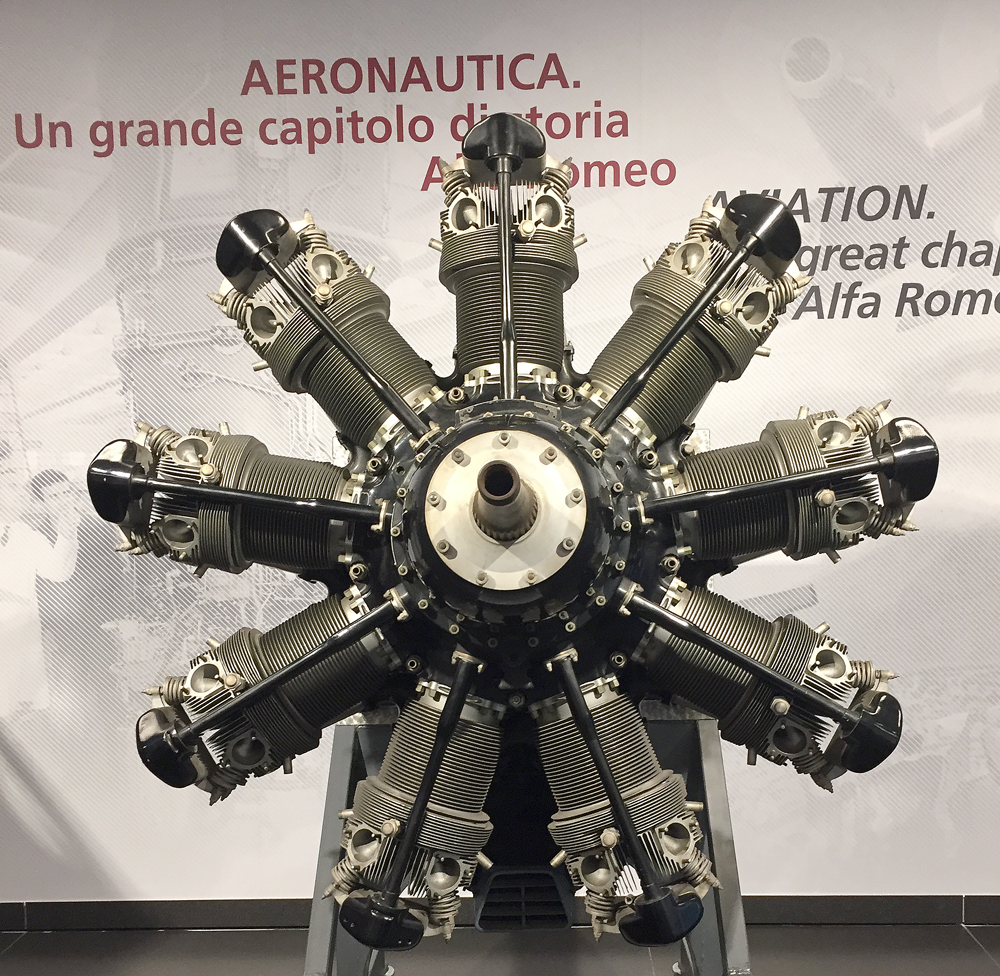
Alfa Romeos flygmotor 128RC.

Alfa Romeo tillverkade tidigare marinmotorer och flygplansmotorer. Alfa började redan 1910 tillverka motorer som användes för flygplan. Efter andra världskriget stoppades produktionen men återupptogs 1924 då Nicola Romeo köpte licensen för att tillverka Bristol Jupiter-motorer. År 1928 följde licenstillverkning av Armstrong Siddeley Lynx-motor.
1932 följde den första helt egenutvecklade flygmotorn från Alfa, D2, som användes för Caproni 101 D2. Under 1930-talet började Alfa tillverka motorer för större flygplan som Savoia Marchetti SM.74, Savoia-Marchetti SM.75, Savoia-Marchetti SM.79, Savoia Marchetti SM.81 och Cant Z506B Airone. 1938 startades verksamheten i Pomigliano d'Arco. Alfa Romeo Avio bildades 1941. Under andra världskriget tillverkade man flygmotorn RA.1000 RC 41-I Monsone, en licenstillverkad variant på Daimler-Benz DB 601. 1949 följde tillverkningen av de Havilland-flygplan tillsammans med Fiat, SAI Ambrosini och Aermacchi.
1962 återskapades flygmotordivisionen Avio efter att ha legat i träda. Nu började bolaget även arbeta med service och reparationer av flygmotorer, bland annat för Alitalia och andra italienska flygbolag. Alfa serverade bland annat motorer från Pratt & Whitney, Rolls-Royce och General Electric. Under denna period byggde Alfa Romeo på licens Bristol Siddeleys Orpheus-motor för Fiat G.91. Alfa var också del i det europeiska konsortium som levererade turbojetmotorn till Lockheed F-104 Starfighter. I mitten av 70-talet hade Alfa Romeo Avio 2000 anställda. 
1982 övergick 10 procent av bolaget till Aeritalia och 1984 hade Aeritalias ägande ökat till 60 procent. När Alfa såldes till Fiat 1986 övertog Aeritalia hela flygmotordivisionen som blev del av det statliga industrikonglomeratet Finmeccanica. 1996 blev det en del av Fiat och slogs samman med Fiats flygmotordivision Fiat Avio till bolaget Avio 2003.

### Lastbilar

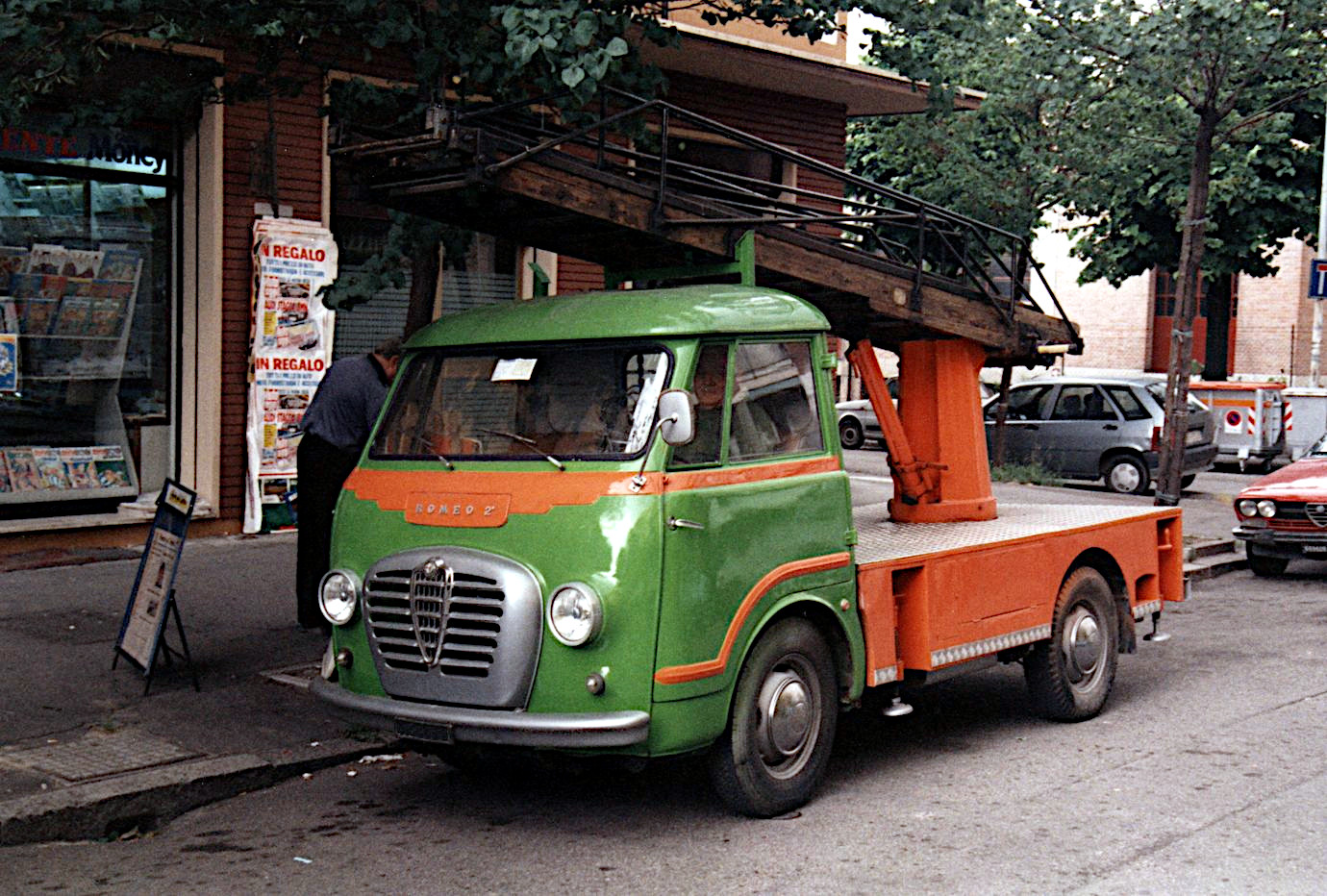
Lastbil från Alfa Romeo.

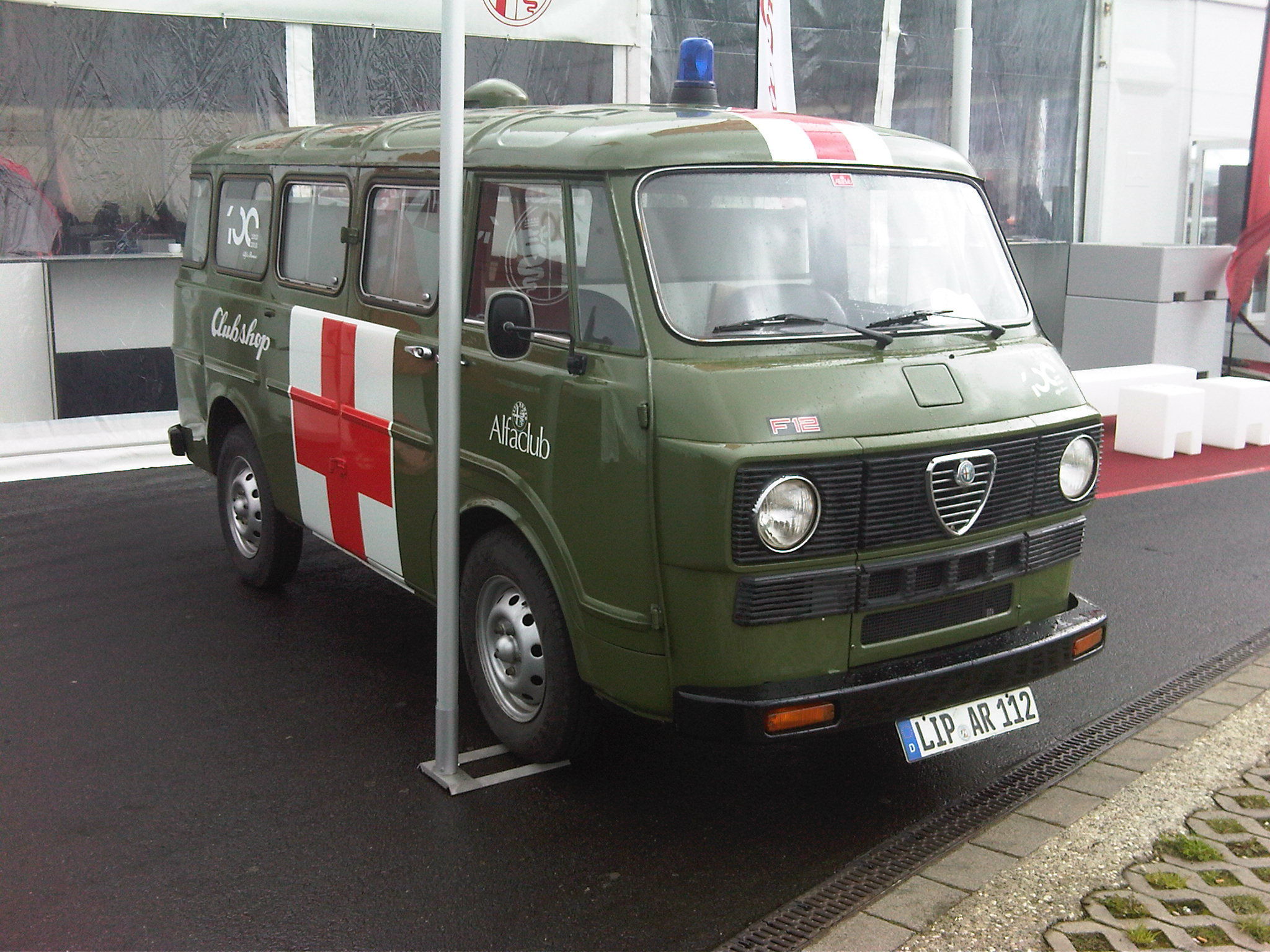
Ambulans från Alfa Romeo.

Alfa Romeo kom även att tillverka tunga och lätta lastbilar. 1930 presenterade Alfa sin första lätta lastbil och började sedan även tillverka tunga lastbilar baserade på Büssing. Orsaken var den ekonomiska lågkonjunkturen som ledde till att Alfa Romeo tecknade samarbetsavtal med Büssing och för tillverkning av dieselmotorer med Deutz AG. Den första modellen hette Alfa Romeo 50 och tillverkades i 115 exemplar. Alfa Romeo utvecklade sedan lastbilar anpassande för militären.
Efter andra världskriget tillverkades nyttofordon men produktionen blev aldrig lika stor som konkurrenternas. 1954 presenterade den lätta lastbilsmodellen Romeo på Turins bilsalong. Modellen följdes av Romeo 2 omkring 1957–1958 och 1966 följde Romeo 3. Romeo 3 var i produktion bara några månader innan den ersattes av F12 och A12. De lätta lastbilarna kom främst att användas av polisen, militären och andra myndigheter. 1958 presenterades Alfa Romeo Mille. På 1960-talet utvecklades flera mindre lastbilsmodeller tillsammans med Fiat och Saviem. Den sista tunga lastbilen tillverkades 1964 då produktionen lades ned på grund av den hårda konkurrensen i segmentet tunga lastbilar.
1952 träffade Alfa Romeo ett avtal med Fábrica Nacional de Motores (FNM) i Brasilien om lastbilstillverkning och från 1960 tillverkades även en personbil, FNM JK 2000, baserad på Alfa Romeo 2000 Berlina. I mitten av 1960-talet byggdes även coupé-modellen FNM Onça. 1968 övertog Alfa Romeo aktiemajoriteten i FNM och året därpå ersattes 2000-modellen av den ansiktslyfta FNM 2150. I början av 1970-talet såldes FNM:s lastbilstillverkning till Fiat. 1974 ersattes 2150-modellen av Alfa Romeo 2300. Den nya karossen var förvillande lik den samtida Alfettan men tekniken var densamma som hos företrädaren. Tillverkningen fortsatte till slutet av 1986 och sedan Fiat köpt Alfa Romeo integrerades FNM i Fiats brasilianska verksamhet.
I samarbete med Iveco byggde Alfa Romeo en motorfabrik som stod klar 1978 och producerar motorerna till Ivecos lättare lastbilar. tillverkades Fiat Ducato och Iveco Daily såldes även under Alfa-namnet som Alfa Romeo AR6 respektive Alfa Romeo AR8. Den sista lastbilen med Alfa Romeo-märket tillverkades 1989.

### Bussar

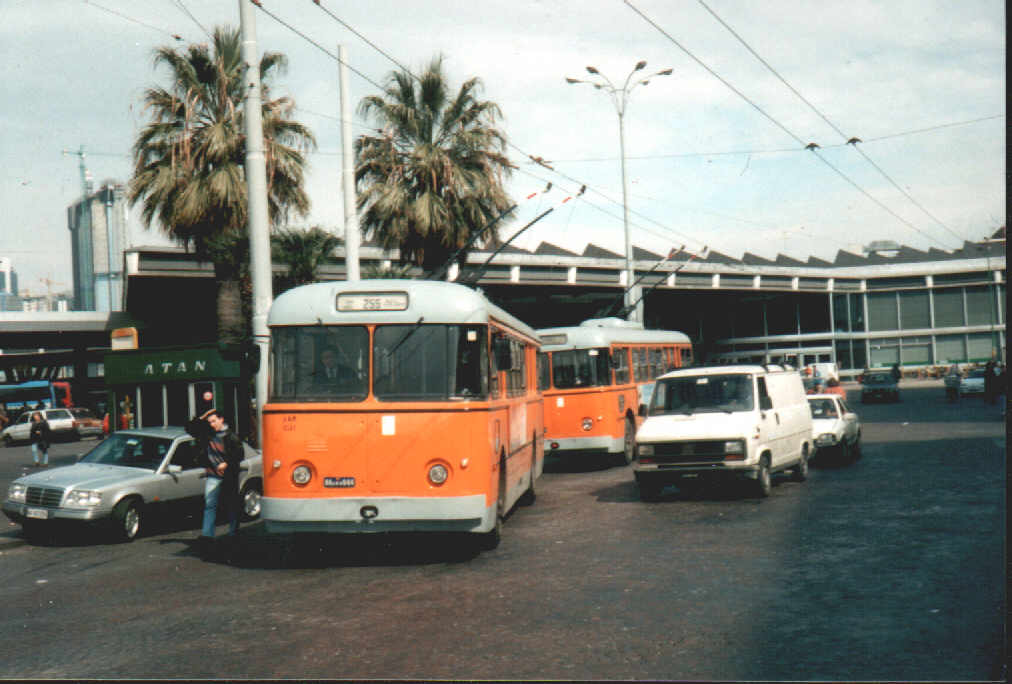
Trådbuss från Alfa Romeo.

Alfa Romeo tillverkade fram till 1972 bussar och trådbussar. En framgång var Alfa Romeo 140AF som tillverkades 1949–1960 och som var en vanlig buss i Italien på 1950-talet. Andra modeller är Alfa Romeo Mille och Alfa Romeo 1000 Aerfer. Bussarna såldes främst i Sydeuropa och Sydamerika men även till Sverige. Sveriges första ledbuss levererades av Alfa Romeo 1951 då 10 exemplar beställdes av Stockholms Spårvägar. Busschassin karosserades av firmor som Carrozzeria Macchi, Menarini, Carrozzeria Orlandi, Officine Meccaniche Reggiane, Sicca och Carrozzeria Varesina. Alfa Romeos bussproduktion omfattande 4500 bussar under perioden 1940–1965.